# アサヒビール
アサヒビール株式会社（英: ASAHI BREWERIES, LTD.）は、日本の大手ビールメーカー。 アサヒグループホールディングス株式会社傘下であり、アサヒグループジャパン株式会社の100%子会社。東京都墨田区吾妻橋に本社を置く。

## 会社概要

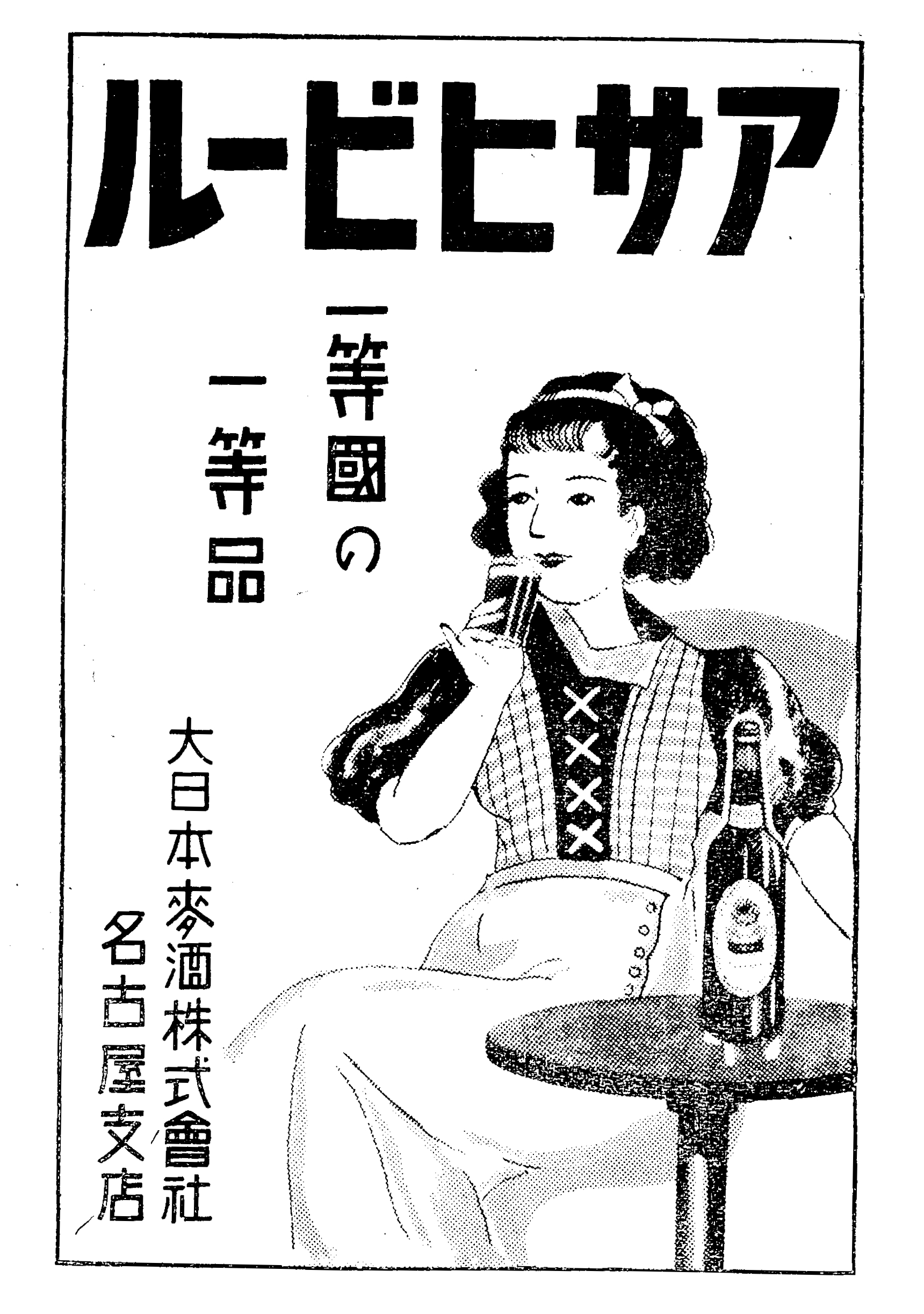
大日本麦酒時代のアサヒビール広告（1937年）。

1949年（昭和24年）、大日本麦酒株式会社の分割により設立。
本社は分割当時でも東京都に所在していたものの、分割後は主に西日本で展開し、1954年から1960年まで日本のビール市場占有率で2位を維持していたが、1961年に3位になって以降シェア低下傾向が続き、1980年代前半から中盤は4位寸前の低迷期に陥った。しかし、外部出身の社長主導による社内改革の進展や、現在も主力商品となっている「アサヒスーパードライ」の発売以降、驚異的に経営状態を回復して1988年には2位となり、1998年にはビール単独、2001年にはビール類（ビールと発泡酒の合計）市場におけるシェアで1位となった。
2000年代からウイスキーやブランデーなどの洋酒事業や焼酎などの分野にも子会社を通じて本格参入した。
2011年7月1日、持株会社移行に伴い「（初代）アサヒビール株式会社」は「アサヒグループホールディングス株式会社」に商号を変更した。同日、会社分割により現在の法人である「（二代目）アサヒビール株式会社」（2010年8月10日に「（旧）アサヒグループホールディングス」として設立）に現業全般の移譲がなされた。アサヒビールが、日本の大手ビールメーカー4社の内、最後に持株会社に移行した。
白水会や住友グループ広報委員会のメンバーではないが、住友銀行→三井住友銀行の融資を受け経営陣を送り込まれた関係上、住友グループの企業として扱われる事が多い。1985年に開催された科学万博に住友グループがパビリオン「住友館3D-ファンタジアム」を出展した際にはアサヒビールも住友EXPO'85委員会のメンバーとして名前を連ねている。
写真の本社ビルの金色の遮熱ガラスは、同じ住友系の一水会メンバーの日本板硝子社製。当時の筑波研究所設計。
企業スローガンは、『すべてのお客さまに、最高の明日を。』。

## 歴史

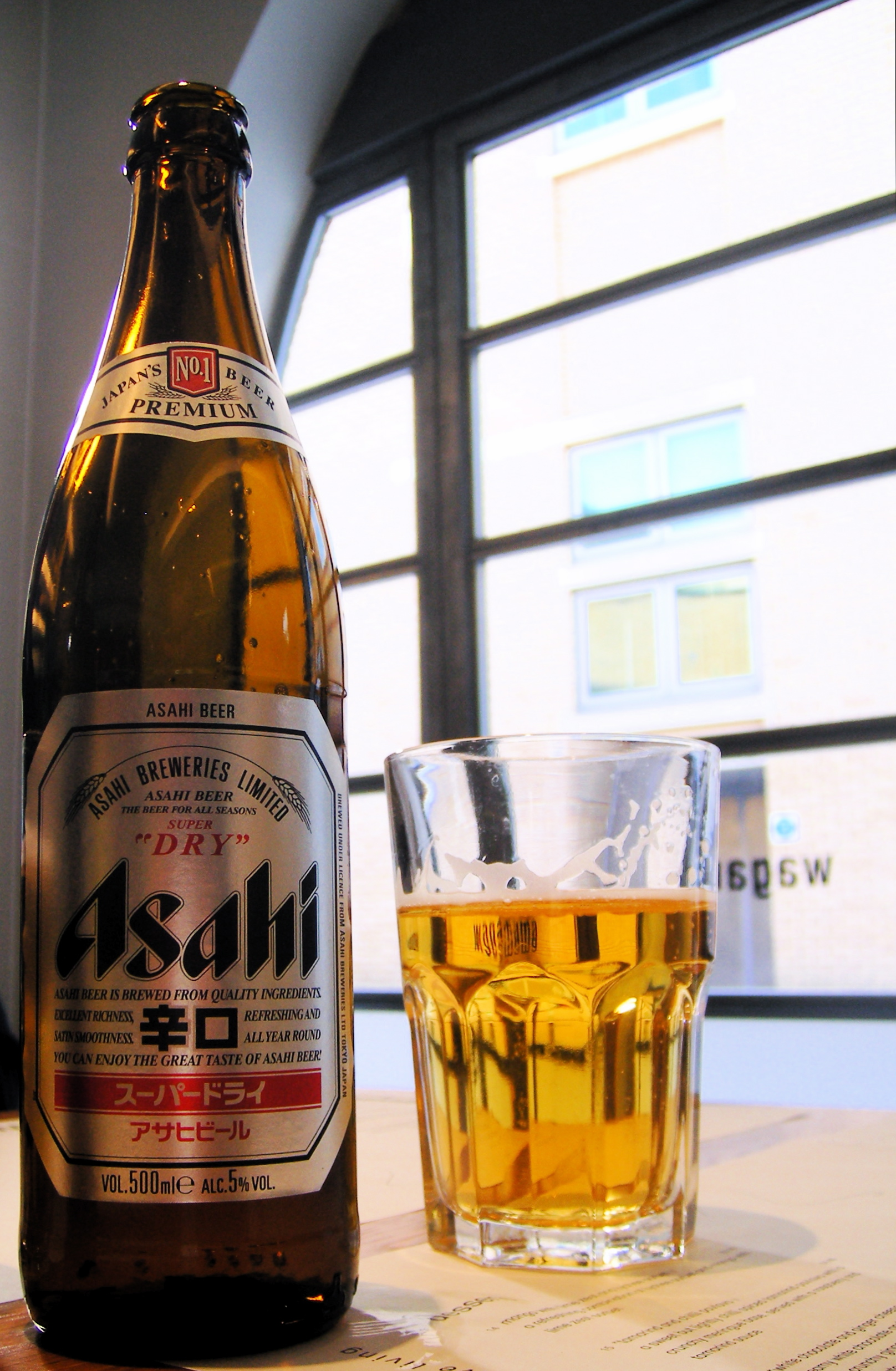
アサヒスーパードライ
（写真は国外向け版で国内向けのスーパードライとラベルデザインが一部異なっている）

1889年（明治23年）創業。1949年（昭和24年）の大日本麦酒株式会社の分割により設立。
大日本麦酒の分割は、同社を主要ブランドであるアサヒビール（西日本で販売）とサッポロビール（東日本で販売）に分割する形を取ったが、この分割を推進した大日本麦酒の山本爲三郎専務が朝日麦酒の初代社長に就任したため、様々な憶測を呼んだ。山本は大日本麦酒に合併された日本麦酒鑛泉の出身であり、その同社から継承した商品でかつ全国ブランドとして知名度のあったユニオンビールと三ツ矢サイダーの2銘柄を朝日麦酒が継承した他、戦前大日本麦酒は設備投資を西日本に集中して行っていたため、その結果最新鋭設備のほとんどが朝日麦酒の帰属となっていたのがその主な理由であった。
更に西日本では戦前からアサヒブランドが定着していたため、新生アサヒビールも西日本を中心とした需要があった。ビールの市場占有率（シェア）は分割時点において日本麦酒（現・サッポロビール）38.7%、朝日麦酒36.1%、麒麟麦酒25.3%と3社間で2位となり、引き続き1952年まで単独2位、1953年は原料配給の関係で日本・麒麟・朝日のシェアは3社同率の1位、1954年は第1位が麒麟、2位が朝日、3位日本麦酒となり、1960年まで同社は2位を維持し 山本も関西財界の重鎮として活躍していた。
しかし、高度経済成長と共に東京への一極集中化が進むと、結局この山本が主導した地域偏重の分割がたたり、市場占有率は1961年に第3位へ降下し、1987年まで3位が定位置となっていた。首都東京では同根で同じくブランド名に馴染みの無いニッポンビール（1964年にサッポロビールと改称）と競合。かつての地元であった近畿地区でも、後発のサントリーのビール発売に際し山本社長が支援に回ったため結局同一問屋内で競合関係になる負担が発生し、1970年代の生ビール競争も低迷した。
1980年代中盤には市場占有率10%を割り、1985年は9.6%と4位のサントリー（9.2%）に追い抜かれる寸前の状態で社内の状況において危機感は漂っており、1985年までに資産売却が行われたが、経営面で分割以来赤字経験がなかったことから深刻さは薄く、「夕日ビール」などと揶揄される状況でありながら、現状維持で満足する雰囲気もみられた。
この状況を改めるため、社長は住友銀行から連続で送り込まれ、過去にマツダを短期間で再建した経験がある村井勉が就任した。村井は就任時から改革に取り組み実を結んだことで社内は活性化し、その中で「主力商品のビールの味とラベルを変更してアサヒの主張と心を知ってもらうべきではないか」との意見が社内で高まったことを受け、正式に主力ビールの味とCIマークの変更が決定された。現状把握のためマーケティングリサーチとして1984年夏〜1985年夏に東京と大阪で計2回・5000人に味覚・嗜好調査を行い「若い人を中心に大半の消費者が苦みだけではなく、口に含んだときの味わい（コク）と喉ごしの快さ（キレ）を求めている」との結果を得て、同業他社を含めた従来の主力製品の持ち味「苦味の強い重い味」と異なり、消費者の認識変化で潜在的に求められていた「コク・キレ」をコンセプトに商品開発が進められた。
1986年（昭和61年）1月21日、改革の一環として進展していたCI活動「ニューセンチュリー計画」の発表が対外的に行われ、新CIマークに変更した。同日「コク・キレ」の味わいと新たなラベルを採用した「アサヒ生ビール」を発表。アサヒ生ビールは同年2月に発売開始。1986年3月、引き続き住友銀行から送り込まれた樋口廣太郎が社長に就任。この時期には、アサヒをサントリーへ売却する話が水面下で行われており、樋口は就任当初同社の清算を行う意図で送り込まれた部分が強かったが、売却交渉にてサントリーが断りを入れるという結末を迎えたことで方向転換することになった。同年中はアサヒ生ビールに集中した積極的な個人・業務向け販促活動と大幅増額した宣伝活動を行い、当時新社長であった樋口も試飲キャンペーンの現場に立つと同時に消費者の意見を聞くなど陣頭指揮を行い、結果的に商品はヒットして同社全体の販売数量は前年比11.9%増の実績を残し、シェアも10.4%と10%台に戻した。
1986年3月、新商品の開発プロジェクト、コードネーム「FX」を開始。同年6月に試作品が完成し、樋口など役員対象に試飲を実施してFXは高評価を得た。同年2月発売のアサヒ生ビールが好調だったことでFX商品化の最終段階において同社内商品の競合を懸念する声が社内から挙がったが、樋口の判断で「FX」の発売を決定。FXは1987年1月21日に名称「アサヒスーパードライ」として発表され、同年3月17日に首都圏限定で販売を開始し、販売数量の同年目標は年間100万箱としていた。アサヒスーパードライは、当時アサヒで発売されたビール新商品3種類の中でも地味な立場で、発売日前後のマスコミの扱いは小さく簡潔な紹介に留まっていた。しかし、発売後問屋には続々と追加注文が入り、同年4月時点の出荷量で70万箱を達成し、同年5月には同年夏頃に予定していた全国販売を前倒しで開始した。販売目標も400万箱に上方修正し、同年8月には販売予測から生産能力を1年間で5割増加させる設備投資計画を始動。同年11月には販売目標を1200万箱と更に上方修正し、1987年の販売数量実績は1350万箱を達成。スーパードライは1987年12月26日の日経流通新聞「62年ヒット商品番付」 で東横綱に選ばれる程のヒット商品となった。1988年には同業他社がドライビールで挑んできたドライ戦争にも勝利を収め、売上高と市場占有率を劇的に回復し、同年のシェアはサッポロを抜き2位に回復。1989年と1990年には積極的な設備投資を行い、1990年代からスーパードライに経営資源を集中し、それに特化した販売戦略と鮮度管理の強化を進める経営戦略が功を奏し、1998年（平成10年）に日本国内でビールは市場占有率で1位となった（発泡酒を含めたビール類の市場占有率では当時2位）。
1990年代後半以降、他社が価格の安さと品質改良で発泡酒の売り上げを伸ばす中、アサヒは「アサヒはドライ一本、ビールのみで勝負します。発泡酒は発売しません」と宣言したこともあった。理由として、スーパードライが順調に推移していたことや、発泡酒の開発初期段階で問題点の解消に手間取り、市場に出せる品質に中々達していなかった事情がある。だが、デフレの流れで発泡酒のシェアが伸びる中、その間毎年のように同社が新発売したビールの新製品が不振であったことや、看板商品のスーパードライも売り上げに翳りが見え始めたこと、発泡酒開発当初の試作品が抱えていた特有の匂いと雑味の問題点を大麦エキスと海洋深層水を使用することで解消した。品質を満たした商品が出来上がったことで方針転換し「発泡酒カテゴリーが成立したから」と理由を説明して2001年（平成13年）2月に「本生」で発泡酒市場に参入した。本生が好調だったことで2001年の発泡酒シェアにおいて同社は2位となり、日本の2001年ビール類（当時はビールと発泡酒が該当）シェアにおいてキリンを抜き1953年以来48年ぶりに首位に返り咲いた。
その後は発泡酒の増税もあり、2005年（平成17年）からいわゆる第三のビール市場にも参入。ただ、シェア競争の結果、2006年（平成18年）1-6月期にて6年ぶりにキリンビールに市場占有率首位を譲る形となったが、下半期に巻き返し、年間では僅差で首位を維持した。
鳥居薬品を1987年（昭和62年）に子会社化したが、1998年（平成10年）にJTへ保有株式を譲渡。
2001年（平成13年）、かねてから資本関係があったニッカウヰスキーの全株式を取得した上で同社を完全子会社化し、ウイスキーやブランデーなどの洋酒事業に本格参入した。また、2002年（平成14年）には協和発酵（現：協和キリン）と旭化成の酒類事業（清酒を除く）を引き継ぎ、焼酎などの分野にも参入している。
大手ビール4社の中では唯一最後まで事業持株会社制度を堅持していたが、社会情勢の変化もあり、2011年（平成23年）7月1日付で事業会社を分離新設し、純粋持株会社制度に移行した。

## 沿革
※ 歴史・沿革｜企業情報｜アサヒグループホールディングス（外部サイト）
- 1889年11月 - 鳥井駒吉が大阪府大阪市で「大阪麦酒会社」設立。
- 1891年10月 - 大阪府島下郡吹田村（現・吹田市）に「吹田村醸造所」竣工。
- 1892年5月 - 「アサヒビール」発売。
- 1893年
  - 2月 - 「大阪麦酒株式会社」に改組。
  - コロンブス世界博で「アサヒビール」最優等賞受賞。
- 1897年7月 - 本格的なビヤホール「アサヒ軒」の第1号店開業。
- 1900年
  - パリ万国博で「アサヒビール」最優等賞受賞。
  - 日本初の熱処理を施さない瓶詰生ビール「アサヒ生ビール」発売。

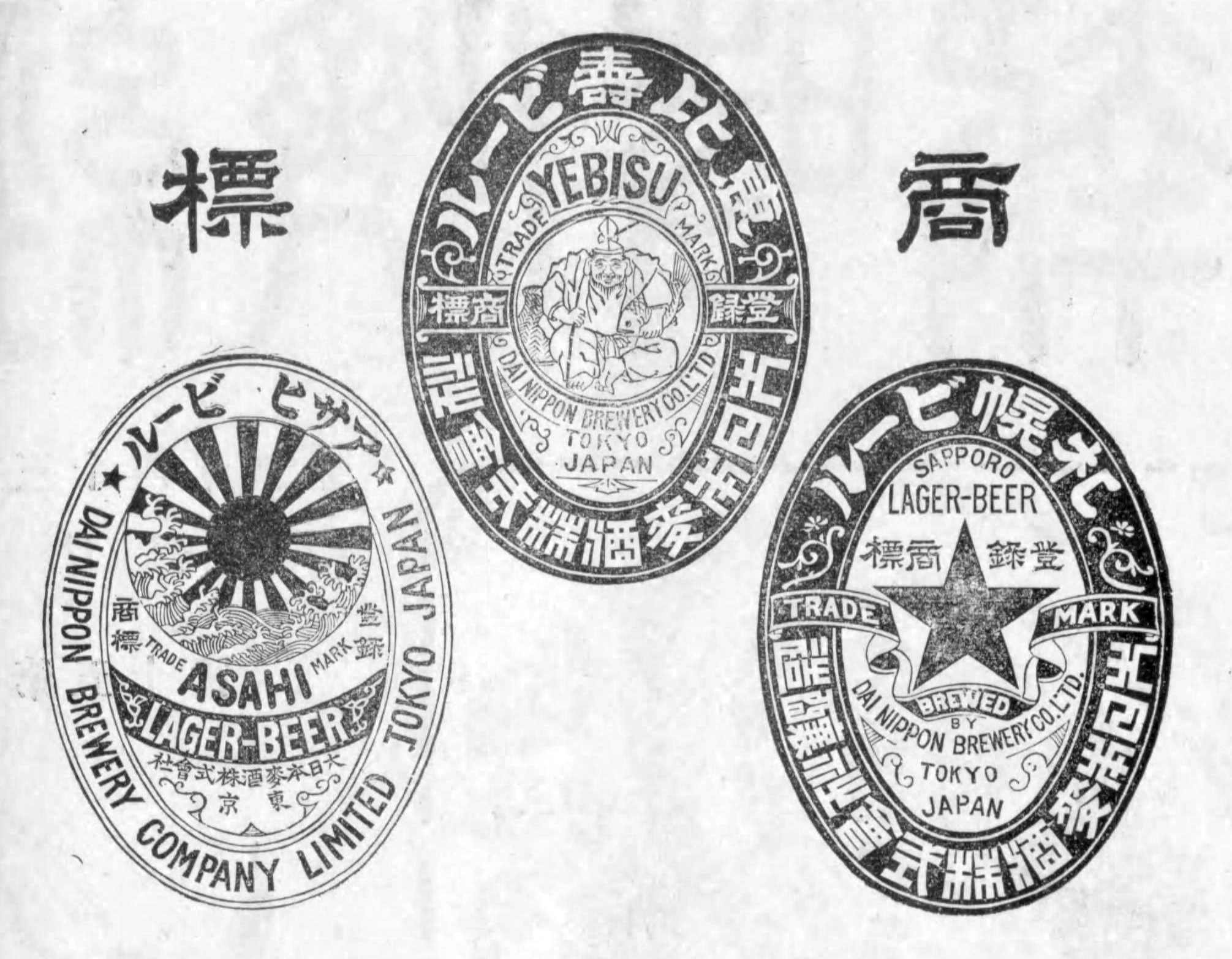
大日本麦酒 商標（1906年）

- 1906年3月 - 大阪麦酒（アサヒビール）、札幌麦酒（サッポロビール）、日本麦酒（ヱビスビール）の3社合同で「大日本麦酒株式会社」を設立[15]。
- 1949年
  - 1月 - 過度経済力集中排除法により朝日麦酒株式会社と日本麦酒株式会社に分割。
  - 9月 - 「朝日麦酒株式会社」設立。
- 1957年 - ビン入りラガービール「アサヒゴールド」発売。
- 1958年9月 - 日本初の缶入りビール「アサヒゴールド（缶）」発売[16]。
- 1965年3月 - 世界初の屋外発酵貯酒タンクを開発、西宮・吾妻橋・博多の3工場に設置。
- 1971年6月 - 日本初のオールアルミ缶ビールを発売。その缶を製造した昭和アルミニウム缶に素材開発・供給の面で協力。
- 1972年3月 - 株式会社三ツ矢ベンディング（現アサヒグループジャパン傘下、アサヒ飲料株式会社)設立。
- 1981年 - 医療法人十全会[注釈 1] が株式を買い占める。直後に株を放出し、その株を旭化成が買い取って同社が筆頭株主となり、業務提携も行う。
- 1984年11月 - 財団法人アサヒ生活文化研究振興財団（現・アサヒグループ学術振興財団）設立。
- 1986年
  - 1月21日 - CI活動「ニューセンチュリー計画」の発表と新シンボルマーク導入。永井一正がロゴデザインを担当、右上がりで勢いとキレのあるイメージとした[17]。
  - 2月 - コーポレートロゴを冠した初の商品 「アサヒ生ビール」発売。
- 1987年3月17日 - 日本初の辛口生ビール「アサヒスーパードライ」発売。
- 1988年4月 - 創業以来の先輩社員と業界関係者を祀る「先人の碑」を吹田に建立。
- 1989年
  - 1月 - 「朝日麦酒株式会社」から「アサヒビール株式会社」（初代）に商号変更。創業時から販売されてきた熱処理されたラガータイプのビール「アサヒビール（オリジナル）」販売終了。
  - 3月 - 財団法人アサヒビール芸術文化財団（現・アサヒグループ芸術文化財団）設立。
  - 10月 - 東京都墨田区吾妻橋の旧吾妻橋工場跡地に「アサヒビールタワー」完成。
- 1992年3月 - アサヒビール食品株式会社（現アサヒグループジャパン傘下、アサヒグループ食品株式会社）設立。
- 1994年
  - 1月 - 現地ビール会社への資本参加を通じて中国への本格進出開始。
  - 3月 - アサヒビール薬品株式会社（現・アサヒグループジャパン傘下、アサヒグループ食品株式会社）設立。
- 1996年
  - 4月 - 大山崎山荘美術館開館。
  - 7月1日 - アサヒビール飲料(株)が、アサヒビール(株)から飲料営業権の譲渡を受け、アサヒビール飲料製造(株)、北陸アサヒビール飲料製造(株)を合併して社名を「アサヒ飲料」に変更。メーカーとなり、商品開発から製造、販売までの一貫体制を開始。
- 1997年10月 - グループ全体の研究開発拠点として、研究開発センターを開設。
- 1998年
- 4月 - アサヒビールU.S.A.社（現Asahi Europe & International傘下）設立。
- 11月 - 日本の全工場で廃棄物100%再資源化達成。
- 12月 - 日本のビール市場でシェア首位の座を獲得（年間課税数量より）。
- 2001年
  - 2月21日 - 発泡酒「アサヒ本生」（現本生ドラフト）発売、発泡酒事業に参入。
  - 4月 - 1954年から資本参加していたニッカウヰスキーを完全子会社化。
  - 5月23日 - 缶チューハイ「ゴリッチュ」発売、チューハイ事業に本格的に参入。
  - 9月 - アサヒの森（外部サイト） が、国際的な森林承認（FSC認証）を取得。
- 2002年
  - 7月 - アサヒビール食品株式会社とアサヒビール薬品株式会社を統合し、アサヒフードアンドへルスケア株式会社（現・アサヒグループジャパン傘下、アサヒグループ食品）を設立。
  - 8月 - 沖縄のビールメーカー、オリオンビールと包括的業務提携を結ぶ。
  - 9月 - 協和醱酵工業（現・協和キリン）の酒類事業（かのか・大五郎・カクテルパートナーなど）と、旭化成の酒類事業部門（ハイリキ・旬果搾りなど）を譲受。協和醱酵工業と合弁で新会社「アサヒ協和酒類製造株式会社」を設立。
- 2003年1月 - アサヒフードアンドヘルスケア株式会社、ポーラフーズ株式会社（現・アサヒグループジャパン傘下、アサヒグループ食品)を統合。
- 2004年
  - ペットボトル入りビールの発売を予定していたが、延期を発表。
  - 11月 - 韓国ロッテグループの酒類販売会社に出資し「株式会社ロッテアサヒ酒類」設立。
- 2005年
  - 5月 - カネボウ株式会社の子会社であるチルド飲料メーカーエルビーの68％の株式を取得。同年9月に97％の株式を取得して子会社化。
  - 9月1日 - 協和醱酵工業との合弁契約満了に伴い、アサヒ協和酒類製造[注釈 2] を完全子会社化。
  - 11月22日 - 麦芽を使用しない新アルコール飲料 （いわゆる第三のビール、後の発泡酒②） 「アサヒ新生（しんなま）3（スリー）」を発売。
- 2006年
  - ベビーフード国内最大手の和光堂の株式を公開買付（TOB）で取得。
  - 「新生3」に続く第三のビール「アサヒぐびなま。」を5月30日に、「アサヒ極旨（ゴクうま）」を10月17日に発売。
- 2007年
  - 2月6日 - 大手食品メーカー カゴメとの業務・資本提携を発表。共同開発第一弾の商品として、完熟トマトのカクテル「トマーテ」を同年9月4日に発売。
  - 3月27日 - 和光堂が上場廃止。完全子会社となる。
- 2008年
  - 3月25日 - 第三のビール「クリアアサヒ」発売。同系列のアルコール飲料で初の大ヒット商品となる。
  - 4月 - 株式公開買い付けによりアサヒ飲料を完全子会社化。
  - 7月 - フリーズドライ食品メーカー天野実業を買収。
- 2009年
  - 4月 - オーストラリアの清涼飲料メーカー（同国2位）のシュウェップス・オーストラリアを、キャドバリーグループから買収。
  - 12月1日 - アサヒビールグループの統一コーポレートスローガン「その感動を、わかちあう。」を制定[18]。アサヒビール・アサヒ飲料・アサヒフード&ヘルスケアの3社でこのスローガンを使用する。
- 2010年
  - 8月26日 - オーストラリアの清涼飲料メーカー（同国3位）のピー・アンド・エヌ・ビバレッジズ・オーストラリア（P&N）の発行済み全株式を取得する株式売買契約を締結。
  - 10月29日 - 韓国のヘテ飲料の株式譲渡契約書締結。
- 2011年
  - 3月11日 - 東北地方太平洋沖地震（東日本大震災）発生、福島工場が被災。スタイニーボトルシリーズが製造中止となり、後に製造・販売を終了。
  - 7月1日 - アサヒグループホールディングス株式会社に商号変更。同時に、会社分割により酒類事業を子会社の（二代目）アサヒビール株式会社に承継させて、持株会社制に移行。
  - 9月 - ニュージーランド酒類大手「Flavoured Beverages Group Holdings Limited」・「Charlie’s Group Limited」の株式取得。豪州飲料会社「P&N Beverages Australia」からミネラルウォーター類及び果汁飲料事業を取得。全て現Asahi Hodings（Australia）傘下。
  - 11月 - マレーシア飲料会社「Permanis Sdn. Bhd.」（現Asahi Holdings Southeast Asia傘下）の株式取得。東南アジア市場へ本格参入。
- 2012年10月 - カルピス株式会社株式取得。
- 2014年6月 - マレーシア食品会社「Etika International Holdings Limited」より「東南アジアにおける乳製品関連事業」（現Asahi Holdings Southeast Asia傘下）の株式取得。
- 2015年7月 - 「コーポレートガバナンス・ガイドライン」の策定。
- 2016年10月 - 旧SAB Miller社のイタリア、オランダ、英国事業取得（現Asahi Europe ＆International傘下）。欧州市場に本格参入。
- 2017年
  - 3月 - 旧SAB Miller社の中東欧5か国のビール事業取得（現Asahi Europe ＆International傘下）。
  - 3月 - アサヒバイオサイクル株式会社を設立。
- 2018年4月 - 2050年までにサプライチェーン全体でCO2排出量ゼロを目指す中長期目標「アサヒカーボンゼロ」を設定。
- 2019年
  - 1月 - 全ての企業活動の基盤となるグループ理念「Asahi Group Philosophy（外部サイト）」を施行。「酒類を取り扱う企業グループとしての飲酒に関する基本方針」策定
  - 2月 - アサヒグループ環境ビジョン2050「『ニュートラル&プラス』の発想で自然の恵みを次世代につなぐ」を策定。
  - 4月 - アサヒクオリティーアンドイノベーションズ株式会社を設立。英国Fuller, Smith & Turner P.L.C.のプレミアムビール・サイダー事業取得（現Asahi Europe & International傘下）。
  - 5月 - 「気候関連財務情報開示タスクフォース（TCFD）」提言への賛同を表明。「アサヒグループ人権方針」を策定。
- 2020年
  - 6月 - AB InBev社の豪州事業（CUB事業）取得（現・Asahi Hodings（Australia）傘下）。
  - 10月 - 日本の食品企業で初めてグリーンボンドを発行。
- 2021年
  - 4月 - Asahi Super DryがRugby World Cup2023年フランス大会オフィシャルビールに決定。
  - 12月 - 「ダイバーシティ、エクイティ＆インクルージョン ステートメント」策定。
- 2022年
  - 1月1日 - アサヒグループジャパン(株)を設立し、4 Regional Headquarters体制に移行。アサヒユウアス株式会社が事業開始。
  - 2月9日- 佐賀県、鳥栖市と「持続可能な地域づくりを共創するための包括提携協定」を締結。国内5例目で九州では初[19]。
  - 2月15日 - 「中長期経営方針」を更新。
  - 8月 - シティ・フットボール・グループとグローバルパートナーシップを締結、Asahi Super Dryは同グループ傘下4チームの「オフィシャルビールパートナー」に決定。
- 2023年
  - 1月 - スタートアップ投資ファンドAsahi Group Beverages & Innovation Fundを米国・サンフランシスコに設立し運営開始。
  - 2月 - 「アサヒグループ環境ビジョン2050」を改定。2050年における世界のありたい姿として、「プラネットポジティブ」を掲げる。
- 2024年
  - 1月 - グローバル調達を推進する新会社Asahi Global Procurement Pte. Ltd.の運営開始。
  - 2月 - 気候変動への対応におけるグループ全体の中長期目標を更新。2040年までにバリューチェーン全体でCO2排出量ネットゼロを目指す。
  - 4月 - 新たなグループコーポレートロゴマークおよびコーポレートステートメントを策定[20]。

### 歴代社長
- 初代 山本爲三郎
- 二代目 中島正義
- 三代目 高橋吉隆
- 四代目 延命直松
- 五代目 村井勉
- 六代目 樋口廣太郎
- 七代目 瀬戸雄三
- 八代目 福地茂雄
- 九代目 池田弘一
- 十代目 荻田伍
- 十一代目 泉谷直木
- 十二代目 小路明善
- 十三代目 平野伸一
- 十四代目 塩澤賢一
- 十五代目 松山一雄

## ブランドの由来
大阪麦酒が名付けた「朝日（アサヒ）」というブランドの由来については諸説あるが、創業者・鳥井駒吉の出身地である堺市に縁のある以下の説がよく知られる。なお、設立当初は「朝日麦酒」ではなく「旭麦酒」と表記されていた。
「旭館」説
寛政から天保年間にかけて堺港の修築工事が行われ、これと並行して竪川の南側一帯に新地が形成された。栄橋や龍神といった遊里の西を流れる旭川（内川の分流のひとつ。1956年埋立）より西側は旭町と名付けられ、堺港に南面する風光明媚な場所として賑わい、中でも「朝日ノ家」は堺屈指の茶屋として知られた。その「朝日ノ家」が閉鎖された後、堺の酒造組合の代表であった鳥井が1888年（明治21年）、堺の酒造業者と政府の高官や財界人との交遊をはかる目的で、同地に社交クラブ「旭館」を開設した。「旭館」は「朝日ノ家」から名付けたものだが、新たにビール事業に参入する際にも、この「朝日・旭」ブランドを重用し「旭麦酒」と命名した。
「旭橋」説
鳥井の生家（現・堺市堺区甲斐町西2丁）から目口筋を西進すると旭川に架かる「旭橋」に至り、自らの酒造業者としての原点を忘れないという思いを込めて「旭麦酒」とした。その後、旭川は埋め立てられて「旭橋」も撤去されたが、「旭橋」は天誅組の上陸地であり、もとの架橋地点に「堺事件」の碑と「天誅組上陸地」の碑に並んで「旭橋」の橋柱一対が保存されている。また、鳥井の生家跡から北東に進んだ場所にある「ザビエル公園」内に「旭橋」のもう一対の橋柱が保存されている。
小西儀助からの譲渡説
明治17年からビールを製造していた、小西儀助商店からブランド名を譲ってもらったとの説もある。
大阪麦酒のブランド名「旭」は、1884年（明治17年）から大阪で朝日ビールを発売していた薬種問屋の小西儀助が、1888年（明治21年）に鳥井駒吉らの計画を知ると、自らビール事業から手を引くことを決め、そのブランド「朝日」を設立予定の大阪麦酒に譲り、同社はこれを「旭」として引き継いだ、ともいわれている。
また、小西儀助が大阪麦酒の役人に「もし御入用やったらうちの商標を使うておくれやす」と言ったという、大日本麦酒大阪支店の大森寅之進の聞書による記録もある。

## 主な商品
オリオンブランドの製品についてはオリオンビールの項も参照。

### ビール

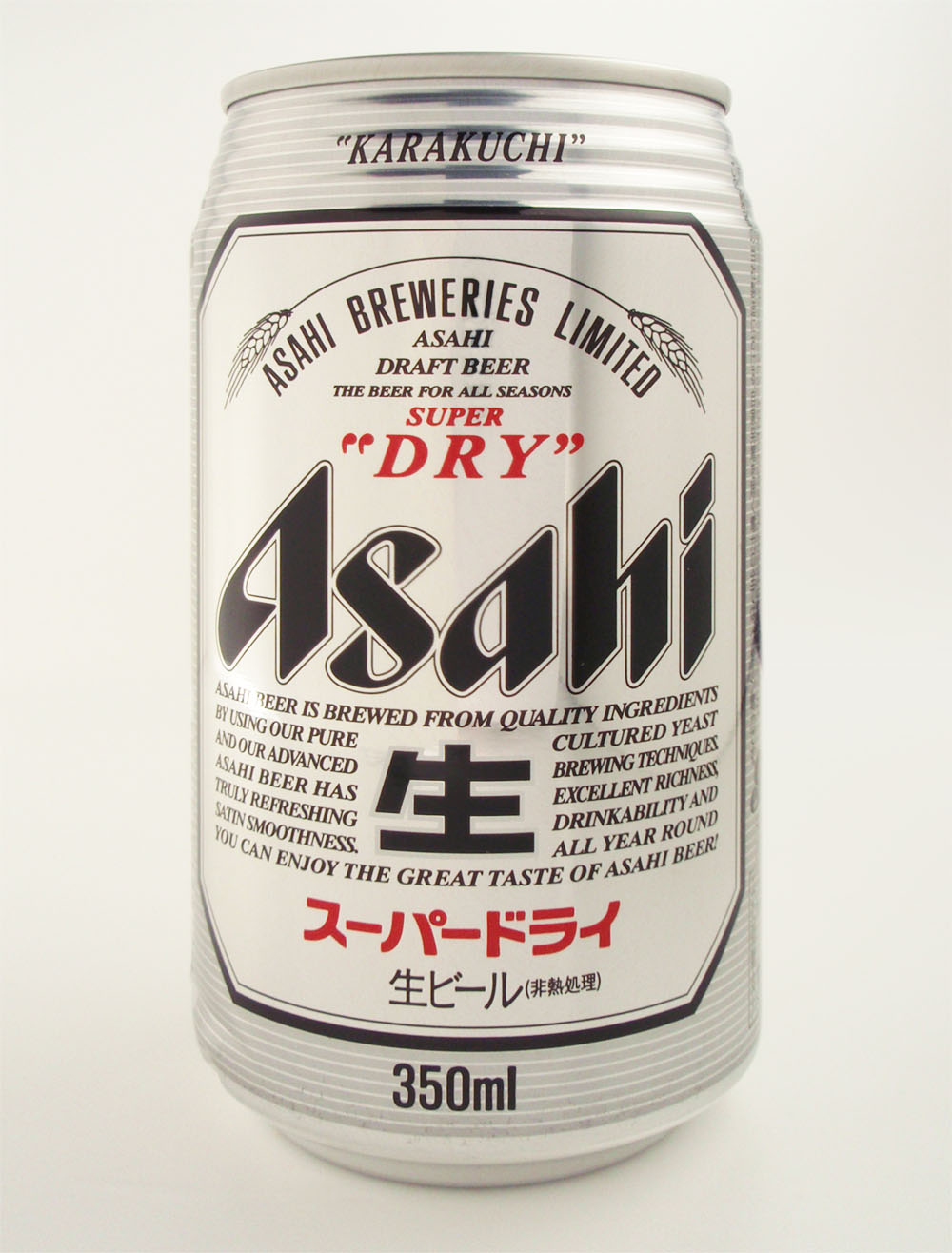
アサヒスーパードライ：画像は2000年 - 2013年末までの缶製品の意匠。なお、2014年 - 2021年末まで製造・出荷された缶製品の意匠はレッテルの右下部分に「お酒」と丸で囲ったマークが追記され、「KARAKUCHI」は「KARA辛口KUCHI」に、レッテルの上部分の英字は「THE JAPAN BRAND」とそれぞれ改められ、さらに「Asahi」ロゴの枠線が取り除かれた。

アサヒスーパードライ

1987年3月発売。「辛口（KARAKUCHI）」を前面に出し、日本のビールの味を変えた製品とも言われる。日本のビール類で、唯一年間販売量1億箱（1箱=ビール大びん20本=12.66リットル換算）を超え、2008年には350ミリリットル (ml)缶に換算して発売からの累計出荷総数が1000億本を突破した最大のブランド。競合他社が発泡酒や、いわゆる新ジャンルなどの分野にシフトしたこともあり、税法上のビールでは、過半数のシェアを占めている。使用酵母・発酵技術を改良して発酵度合いを高め、糖度を低くし、麦芽以外の副原料（米、コーン、スターチ）の比重を比較的多めにし、更にアルコール度数を当時主流の4.5%前後よりやや高い5.0%としたことで、いわゆる「ドライ・辛口」な味に仕上げた。
スーパードライがヒットした後、1988年に競合他社も一斉にドライビールを発売し、当時の通常新商品と比べ高い売上を記録したが、自社内の他商品と競合状態となったことや「ドライビール=アサヒスーパードライ」のイメージが消費者にて形成されていたことで、他社がドライビールを宣伝しても客は元祖のアサヒに流れてしまい、逆にスーパードライの躍進に拍車をかける結果となった。
「生ビールNO.1アサヒスーパードライ」のコピーが影響し、キリンラガーは1996年に非熱処理化（生ビール化）が行われたが、翌年の1997年にはキリンラガーが前年まで45年間保ってきた年間首位銘柄から転落し、新たにスーパードライが年間首位銘柄となった。
1990年代以降モルソン（カナダ）・青島ビール（中国）などとの合弁で日本国外展開も進められている（詳細はアサヒスーパードライ#日本国外展開を参照）。
1998年には小型瓶ビール「アサヒスーパードライスタイニー」が発売。2007年には「スーパードライ」発売20周年を記念して、350mlのスリムボトルも期間限定で発売された。沖縄県・鹿児島県奄美群島向けの一部は2003年5月よりオリオンビール株式会社に製造・販売を委託している。
アサヒスーパードライ -ドライブラック- （黒ビール）
2012年4月3日発売。これまでになかったドライビールの黒ビール版として登場した。また同社での「スーパードライ」ブランドの横展開商品第1号になった。
2022年4月時点では『アサヒ生ビール 黒生』の復活と入れ替わる形で缶製品が終売し、業務用樽詰のみ販売を継続している。
アサヒスーパードライ -ドライプレミアム-
2013年6月にギフト専用商品として販売して好評だったことから、2014年2月18日から通年での販売を開始。アルコール度数は当初は5.5%だったが、通年販売になってからは6%に引き上げた。醸造工程でひと手間かけた“贅沢醸造”に“スーパードライ酵母”を 採用。深い味わいと爽快で澄み切ったキレ味が特徴。スーパードライシリーズでは初となるプレミアム級の生ビール。
アサヒスーパードライ -ドライプレミアム 香りの琥珀-
2014年11月5日に歳暮ギフト専用商品として発売。「ドライプレミアム」の持つ贅沢な“コク”と“キレ”という特長はそのままに、7種類の厳選したホップと黒麦芽由来の麦芽エキスを原材料の一部に使用することで、奥行きのある芳醇な香りを実現したプレミアムビール。アルコール度数は5.5%。
アサヒドライプレミアム豊醸
2016年4月12日発売。スーパードライ -ドライプレミアム-シリーズの実質的な後継商品で、アルコール度数は6.5%。
アサヒスーパードライ -ドライクリスタル-
2023年10月11日発売。日本国内のビール類市場における酒税改正に伴うビール減税によりビールへの回帰が進んでいることや、その一方で1990年代後半以降に生まれた若年の大人を中核としたアルコール飲料離れなどの風潮を背景に開発されたスーパードライシリーズ史上初のライトビール。冷涼感が特長のドイツ産ホップ「ポラリス」を一部使用するとともにオリジナルのスーパードライよりも発酵度を上げることで、透明感のある味わいと本格的な飲みごたえを実現した。アルコール度数は3.5%。
アサヒ生ビール〈マルエフ〉（1期：1900年 - 1941年、2期：1959年 - 1985年、3期：1986年 - 2021年、4期：2021年 - ）
1950年代後半以降に復活し、発売当初は「アサヒ本生」と称していた。
1986年1月21日発表、アサヒ生ビールの味とラベルをリニューアル、2月発売開始。市場調査を元に「コク・キレ」を特徴とした味わいに変更し、当時の開発コードは「まるえふ（まるの中にF）」で、通称は「コクキレビール」だった。プロゴルファーの青木功と尾崎将司を起用したテレビCMの宣伝文句「コクがあるのに、キレがある」でヒット。翌年に発売された「スーパードライ」のヒットに繋がったが、1990年以降からは「スーパードライ」に経営資源を集中する方針に伴い、1993年に一般消費者向けを含む小売量目の生産を中止。一部の料飲店向け樽生製品（いわゆる業務用）として長らく吹田工場において生産が続いていた（北海道と九州では販売終了）が、扱う店舗は東京都内でも BIER REISE'98 など数店舗 となっており、他の地域でも見かけることは非常に少なかった。以前はウェブサイトでは紹介されていなかったが、2012年3月頃より、商品情報の「樽詰商品」に掲載され、2012年6月に再び掲載されなくなっていた。2018年に ブランドサイト が開設され、販売を再び全国に拡大することになり、生産は福島工場と四国工場が行うことになった（プレスリリース・2018年3月13日）。また2018年5月には一般消費者向けに350ml・500ml缶を限定発売した（同年7月末までの限定発売）。また同年10月には完全受注予約制で再度350ml・500ml缶の一般発売が行われた。
2021年9月14日には、再々度350ml・500ml缶が一般発売され、併せて開発コード名の「マルエフ」を表記の上で缶のデザインが変更されたが、今回は受注予約なしで購入可能になっている。CMキャラクターには新垣結衣を起用。2023年2月より中瓶500mlの一般販売も再開し、芳根京子と松下洸平が新CMキャラクターに就任、更に2023年10月17日より大瓶633mlの一般販売も再開し事実上、マルエフのラインアップが完成した形となった。
アサヒ生ビール黒生（アサヒ黒生）
1995年10月に発売開始。いままでの黒ビールは「苦味が重い」イメージがあったが、独自の製法で黒ビールとしてはすっきりと軽くて飲みやすく、なおかつキレのあるタイプの黒ビールに一新、「アフター9のビールです」の宣伝文句でベストセラー商品になった。
ドライブラックの販売開始と同時期に一般消費者向けを含む小売量目の生産を中止していたが、2022年2月15日に、缶のデザインを「アサヒ生ビール」と揃える形で小売量目の販売を再開した。
アサヒプレミアム生ビール熟撰
こだわりの素材を丁寧に仕込み、長期熟成させた。深い味わいと上質な香りが堪能できる。キャッチコピーは『お店でしか、出会えないビールです。』、2008年からは『一杯目の感動が、二杯目も色あせない。』。飲食店などの店舗を中心に、一部酒類取り扱い店舗でも販売されている。味の幅に広がりをもたせるため、米とスターチを副原料として使用している。このようなことはプレミアムビールでは珍しい。これまでは市販商品に中瓶（500ml）・小瓶（334ml）・業務用樽生（5L/10L/19L）とギフト用に限り缶ビール（350ml）の設定が行われたが、2008年3月11日には一般向けに缶（250ml・350ml・500ml）の発売が開始された。ただしその後は売り上げが減少し、250ml缶は2010年10月下旬に、500ml缶は2011年夏頃に、350ml缶は2013年3月頃に製造を終了して、再び瓶と樽生のみの販売に戻っていた。2015年12月にはセブン&アイグループ限定商品として500ml缶と350ml缶が発売され、2022年4月にはファミリーマート限定商品として500ml缶と350ml缶が発売された。現在は吹田工場で製造されている。

アサヒ食彩
2023年7月11日に発売開始。当初は全国コンビニエンスストア、および公共交通機関系コンビニエンスストア限定商品となっていたが、あまりにも好評だったため2024年3月5日のリニューアルに伴い、全国のコンビニ以外の店舗（スーパーマーケット、デパート、ディスカウントストア等）へ販路拡大となったほか、韓国でも発売が開始された。既存のアサヒスーパードライ 生ジョッキ缶、およびアサヒドライゼロ 生ジョッキ缶と同様のフルオープンタイプのプルタブを採用。アルコール度数は5.5%でフランス産希少ホップの華やかな香りとラグジュアリー醸造による濃厚なコクを実現している。

#### 地域限定
アサヒスタウト（スタウトビール、1期：1935年 - 1941年、2期：1951年 - ）
1935年から発売（戦時中は一時中断し、1951年より10年ぶりに販売を再開）されている非常に息の長い商品で容器は瓶のみ。同社商品において後述するアサヒホワイトビール同様、数少ない熱処理製法を採用している。吹田工場（アサヒビール発祥の地）のみの生産で、関東と関西を中心に販売。2024年5月現在では、日本国内の大手メーカーで製造されている通年販売の上面発酵ビールは同社のアサヒスタウトとキリンビールが発売する一番搾り〈黒生〉、そしてサッポロビールが発売するヱビスプレミアムエールの3種類のみとなっている。

#### 販路限定
アサヒオリオンドラフト
アサヒとオリオンの提携により、沖縄・奄美群島以外の地域での販売を受託。発売開始時は缶の上部に小さく「Asahi」のロゴが印刷されていたが、2014年春季生産分より下部に移動。
アサヒオリオンいちばん桜
オリオンビールが沖縄で毎年年末に発売している麦芽100%の限定ビールを、アサヒビールも2009年より全国のコンビニエンスストアにて季節限定販売。
アサヒオリオン夏いちばん
オリオンビールが沖縄で初夏に発売している限定ビールを、アサヒビールも2014年より全国のコンビニエンスストアにて季節限定販売。
アサヒ ザ・エクストラ
セブン&アイグループ限定商品。2012年9月25日に350ml缶のみで数量限定発売された。好評だったことから、2013年2月19日に500ml缶を加えて通年販売。厳選された麦芽を当社比で約1.8倍使用し、高濃度醸造と高アルコール（アルコール度数:6.5%）で仕込んだ「最初の一口から広がる味わい深いコク」が特長の麦芽100%ビール。アロマホップによる「華やかな香り」や厳選酵母による「上質なキレ」を実現。名古屋工場のみの生産された。
アサヒだらだらエール
東京都、神奈川県、埼玉県、千葉県・セブンイレブン限定商品。2024年7月9日に350ml缶のみで数量限定発売された。エールビールであり、熱処理による醸造法が用いられる。オーツ麦芽によるなめらかな口当たりと4種のホップからもたらされたさわやかな香りが、くつろぎの飲み心地を演出する。アルコール度数は3.5%。

#### 業務用限定
アサヒ琥珀の時間（こはくのとき）
限定プレミアムビール。ドイツ伝統のデュンケルタイプだが、アサヒスーパードライやアサヒ 食彩などと同様に米・コーン・スターチの副原料が使用されている。福島工場で製造している。

### 発泡酒
アサヒスタイルフリー
2007年3月27日発売。糖質は0%。ブランド別ビール類販売数量順位において、2008年第11位、2009年上半期第10位。過去に存在した「本生オフタイム」の実質的な後継商品。糖質0%をうたいつつ旨味を残すことに成功し、発泡酒での定番商品としての地位を確保することに成功している。発売当初は350ml缶と500ml缶だけだったが、好評のため2008年1月22日には250ml缶が追加された。
アサヒスタイルフリー パーフェクト
2016年5月31日発売。「スタイルフリー［プリン体ゼロ］」の後継商品で、糖質0%・プリン体0.00mgに加え、人工甘味料0も実現。アルコールは6%。
アサヒ本生シリーズ
アサヒ本生ドラフト
赤ラベル・スタンダードタイプ、2007年に「アサヒ本生」の後継商品として発売。製造終了。
アサヒ本生アクアブルー
青ラベル・糖質50%オフタイプ、唯一発売当初からの商品。
スーパードライ売り上げの減少を受けて2001年から発売された。富山湾の海洋深層水を使用した発泡酒シリーズ。製造終了。
アサヒレッドアイ
2012年6月12日発売。ビール類とトマトジュースを割ったカクテル「レッドアイ」をベースに、麦芽とトマト果汁を原料に加えた発泡酒。
アサヒビアスプリッツァー
2014年9月9日より限定発売。シャルドネ果汁を使用した白ワインのビアカクテル。
アサヒオリオンビアカクテル
「シークヮーサーのビアカクテル」、2018年より新たに発売された「パイナップルのビアカクテル」に続いて発売された、期間・数量限定販売の商品。アサヒビールとオリオンビールの共同開発商品で沖縄産マンゴーピューレを使用している。
アサヒオフ
2009年2月24日発売。発売当初は新ジャンル（リキュール〈発泡性①〉）のビールテイストアルコール飲料として発売されていたが、発売開始から16年目の2024年2月20日に実施された全面改良に併せる形で、これまでのリキュール（発泡性）①（後の発泡酒②）から発泡酒に仕様変更された（プレスリリース・2024年1月31日）。「2つのオフ」をキーワードに、メタボリックシンドロームなどに代表される生活習慣病問題を危惧するユーザーを対象にした低カロリー・機能性重視の「麦の新ジャンル」である。原料の一部に食物繊維と大豆ペプチド、グルタミン由来のアミノ酸などが含まれており、プリン体85%オフと糖質70%オフをそれぞれ実現。そのコンセプト上、当初は同社の発泡酒である「スタイルフリー」の麦の新ジャンル版との見方もあった。アルコール度数は発売開始から2014年1月のリニューアルまでは3.5%以上4.5%未満（実質約4%） だったが2015年1月のリニューアルより4%以上5%未満（実質約4.5%）に変更となったが、早くも同年6月30日のリニューアルより3%以上4%未満（実質約3.5%）に変更（更に発泡酒へ仕様変更後は3.5%）となり、これと同時にプリン体ゼロ・糖質ゼロ化し、100mlあたりのカロリーも大幅に引き下げられた（リニューアル前：27kcal → リニューアル後：22kcal → リキュール〈発泡性①〉から発泡酒への仕様変更後：20kcal）。
リニューアル
- - 2009年9月下旬の出荷分- ラベルデザインの小変更。「おいしいオフ」表記の追加。
  - 2010年1月下旬の出荷分- 再びラベルデザインがリニューアル（現在と同様に、緑色の大きい「Asahi」ロゴに変更）、味自体も若干ブラッシュアップされた。
  - 2011年2月下旬の出荷分- ラベルデザイン・味の更なるブラッシュアップ。ホップ使用比率を見直し、さらに充実感のある味のバランスへ。
  - 2012年1月下旬の出荷分- 味わい・パッケージのクオリティアップ。原料のバランスを整えることで、さらに飲みごたえのある味わいに。
  - 2013年2月上旬の出荷分- 味わい・パッケージのクオリティアップ。原料のバランスを整えることで、さらに飲みごたえのある味わいに。このほか、「旨みのこし発酵」を新たに採用した。
  - 2014年1月下旬の出荷分- “2つのオフ”はそのままに、麦芽由来原料（麦芽エキス）の使用量を増量（従来品比）し、さらに飲みごたえのある味わいに。このほか、ラベルデザインについてはクオリティアップの内容を明確に訴求するため、「麦増量でのみごたえアップ」の文字を左上に大きく記載し、ベースとなる液色を濃色に変更。
  - 2015年1月中旬の出荷分- 先述の通りアルコール度数を変更し、従来品以上に飲みごたえのある味わいに。このほか、ラベルデザインについてはクオリティアップの内容を明確に訴求するため、「アルコール分UP（アップ）でのみごたえUP!」の文字を左上部分に帯状に記載。
  - 2015年6月下旬の出荷分- 先述の通りプリン体ゼロ（0.5mg未満）・糖質ゼロ（0.5g未満）に刷新。アルコール度数も再度変更し、3%以上4%未満（実質約3.5%）となり、原材料の一部に最高級ホップ[注釈 4] が使用されるようになった。このほか、ラベルデザインについては「プリン体{\displaystyle \scriptstyle \emptyset }（ゼロ）・糖質{\displaystyle \scriptstyle \emptyset }（ゼロ）」と大きく記載のほか、クオリティアップの内容を明確に訴求するため、「最高級ホップ一部使用でおいしさUP（アップ）!」の文字を左上部分に帯状に記載。
  - 2016年6月下旬の出荷分- 糖質ゼロ・プリン体ゼロに加え、人工甘味料もゼロ化し「3つのO（ゼロ）」を実現。更に厳選麦芽を使用し、麦の味わいを充実させた。このほか、ラベルデザインについては「プリン体O（ゼロ）・糖質O（ゼロ）・人工甘味料O（ゼロ）」と大きく記載のほか、クオリティアップの内容を明確に訴求するため、「厳選麦芽使用」の文字を左上部分に記載。
  - 2024年1月下旬の出荷分-先述の通り、リキュール（発泡性）①（後の発泡酒②）から発泡酒に仕様変更されたほか、麦芽の使用比率を向上させた。

### 新ジャンル（第3・第4のビール、後の発泡酒②[30]）
2023年10月現在製造されている商品はすべて旧・リキュール（発泡性）①（「第4のビール」とも呼ばれる場合もある。アサヒでは「麦（由来）の新ジャンル」と呼んでいる）に分類される。
クリアアサヒ
2008年3月25日発売。2023年10月時点で一連の「発泡酒②」に属するカテゴリーとしては全メーカー中、一番の売上を誇る。原材料の発泡酒で採用している「澄み切り二段発酵」製法を採用。テーマは「うまみだけ。雑味なし」。

2010年1月下旬の出荷分- ラベルデザインの変更（「クリアアサヒ」表記を大きめに変更）・味のブラッシュアップ。
2010年12月下旬の出荷分- ラベルデザイン・味のさらなるブラッシュアップ。大麦使用比率を見直し、更にクリアな後味へ。
2011年12月中旬の出荷分- 味わい・パッケージのクオリティアップ。副原料の使用比率を見直すことでさらにクリアな後味へ。
2013年1月中旬の出荷分- 味わい・パッケージのクオリティアップ。製造工程と原材料比率を見直すことでさらにクリアな後味を実現。パッケージは「クリーミーな泡、クリアな後味」表記の追加。
2015年12月クリアアサヒ初摘みの香り、2016年2月2日、クリアアサヒ 桜の宴を発売。
クリアアサヒ 贅沢ゼロ
2017年2月21日発売。「クリアアサヒ」の横展開商品第2弾「クリアアサヒ 糖質0」の後継商品で、糖質0はそのままに、麦の使用量を「糖質0」から30倍に増やした。アルコール6%。
クリアアサヒ クリアセブン
2018年7月3日発売。糖類不使用・穀物原料を使用した高発酵製法。ドイツ産パールホップをフリージングホップにして使用している。アルコール7%。製造終了。
アサヒ 極上〈キレ味〉
2019年1月29日より発売開始。贅沢に麦を100%使用して飲みごたえを付与し、当社独自の高発酵技術と冷涼ホップの活用により、渋味・雑味を抑え、キレを実現した。そのコンセプト上、「アサヒ スーパードライ」の麦の新ジャンル版との見方もある。2022年3月製造終了。
アサヒ ザ・リッチ
2020年3月17日より発売開始。「クリアアサヒ プライムリッチ」の事実上の後継商品でプレミアムビールに負けない味わいを目指して開発され、贅沢醸造にこだわった。
アサヒオリオンサザンスター
2010年5月25日より期間限定発売。スッキリとした軽快な味わいとキレ感を実現している。好評につき以降も初夏の時期に期間限定発売されている。
アサヒオリオンゼロライフ
軽やかな飲みやすさと、おいしさの糖質ゼロの商品。期間・数量限定商品。
アサヒオリオンスペシャルエックス
辛口タイプの商品で、期間・数量限定商品。
アサヒオリオンスプラッシュビート
高発酵製造による爽快なキレ味を実現した商品で、数量限定商品（アサヒでの発売時点でオリオン側ではすでに販売終了している商品となる）。
アサヒオリオンちゅらたいむ
2013年7月23日発売。アルコール度数5%。数量限定、および期間限定商品。夏の休日の昼下がりに飲むのに最適な、さっぱりした味わいと華やかな香りが特徴の新ジャンル。アサヒビールとオリオンビールの共同開発商品であり、オリオンビール名護工場にて製造される。アサヒビールの『クリアなポップ香技術』とオリオンビールの『二段ろ過』法がそれぞれ採用され、原料となる水に沖縄の名水の一つである『やんばるの水』が使用されている。2018年より「沖縄だより」から商品名変更。
オリオン側では2013年は発売されず、2014年より「ちゅらたいむ」として発売されていたが、名称をアサヒが合わせた形となった。
アサヒアクアゼロ
2014年5月20日発売。アルコール度数4%。糖質0%で、マグネシウム・カルシウム・カリウムの3種のミネラルを仕込み段階で補い、ビールに近い飲みごたえを実現している。製造終了。

### ビールテイスト飲料
アサヒドライゼロ
2012年2月21日発売。350ml缶と334ml瓶が発売されたが、瓶製品は、スタイニーボトルの復旧を断念したため、小瓶で販売されることになった。発売直後から売れ行きが好調だったため同年6月5日には500ml缶もラインアップに加わった。その後、2013年10月4日のリニューアル以降より完全ゼロカロリー・糖質ゼロ化した。
アサヒドライゼロブラック
2014年6月10日発売。「ドライゼロ」の横展開商品で、ビールテイスト飲料の黒ノンアルコールビール版として登場した。上記のアサヒドライゼロと異なり、こちらは発売当初からゼロカロリー・糖質ゼロ化を実現している。ラインアップは350ml缶のみ。
アサヒドライゼロフリー
2015年3月3日発売。「ドライゼロ」の横展開商品第2弾で、ゼロカロリー・糖質ゼロに加え、プリン体ゼロ化も実現したビールテイスト飲料。
アサヒスタイルバランス ノンアルコールビールテイスト
2015年6月23日発売。原料に難消化性デキストリンを加えた機能性表示食品。
アサヒヘルシースタイル
2016年2月16日発売。「スタイルバランス」同様、原料に難消化性デキストリンが含まれているが、こちらは特定保健用食品に認定された。
アサヒゼロ
2023年10月に近畿地区で試験販売されたのち、2024年4月9日に全国で発売開始。国産麦芽を使用し、濃厚なビールを醸造してからアルコール分を完全除去し、通常の倍以上のうまみ成分を残すという「ブリューゼロ製法」によってアルコール分0,00%を実現した。ラインアップは350l缶と500ml缶の2種。

### 外国ブランド
ペローニ ナストロアズーロ
グロールシュ プレミアム ラガー
ピルスナーウルケル
2018年4月3日発売。 2021年4月6日から缶アイテム通年販売開始。

### 洋酒（ウイスキー、ブランデー、ワインなど）
2001年、ニッカウヰスキーを完全子会社化したことにより、同社が製造するウイスキーやブランデーなどの販売はアサヒビールが行っている。また2002年、協和醱酵工業の酒類部門を譲り受け、協和発酵傘下の「サントネージュワイン」を傘下に収めた。
なお、サントネージュワインは2021年5月に、山梨県甲州市の地場の酒造会社「株式会社サン.フーズ」に事業譲渡が発表され、2022年1月1日付で販売元を委譲したほか、同年9月には同社が輸入・販売したバーボン・ウイスキーのアーリータイムズの輸入販売権が明治屋へ引き継がれ、更に2024年4月には同社が輸入・販売したテネシー・ウイスキーのジャックダニエルの輸入販売権がブラウンフォーマンの日本法人であるブラウンフォーマンジャパンへ引き継がれた。
- スコッチ・ウイスキー
  - ベン・ネヴイス
  - フォートウィリアム - 量販市場専売の低廉系スコッチ・ウイスキー。
  - グレン グラント
  - グレンゴイン
  - ブナハーブン
  - ブラックボトル
  - ラングス
  - カティサーク - 2023年4月より輸入販売元がバカルディ・ジャパン（サッポロビール）から移管された。
- バーボン・ウイスキー
  - ウッドフォードリザーブ
- ブランデー
  - カミュ
- ウォッカ
  - ストリチナヤ
  - ウヰルキンソン・ウオッカ
  - フィンランディア
- ジン
  - ボルス ジュネヴァ
  - ウヰルキンソン・ジン
- ラム酒
  - アプルトン
- テキーラ
  - クエルボ エスペシャル
  - エル ヒマドール ブランコ
- リキュール
  - ボルスシリーズ
  - フォションティーリキュール
- ワイン

### 焼酎
2002年、協和醱酵工業と旭化成の酒類部門を譲り受け、協和醱酵工業と旭化成が製造・販売していた甲類焼酎の販売を引き継いでおり、非常に多数の商品を作っている。原材料の一部に三笠フーズの事故米を使用していた商品の存在が発覚し、それについては自己回収を行い、2009年4月から出荷を再開している。

#### 甲類焼酎
- SAZAN（2004年発売・ニッカウヰスキー宮城峡蒸留所で原酒を製造し、ニッカウヰスキー柏工場にてボトリング・出荷される）
- 酎五郎（2011年発売・ダイヤ/まろやか/源氏の業務用バッグ・イン・ボックスを統合した業務用甲類焼酎）

##### 協和醱酵工業から販売を引き継いだ銘柄
- 大五郎
- ミニ五郎
- 居酒屋大ちゃん
- ダイヤ
- まろやか
- SUN -燦-

##### 旭化成から販売を引き継いだ銘柄
- 源氏（現在は35%の18Lバッグ・イン・ボックスのみの販売）

#### 麦・米・芋・そばなどの焼酎
- かのか（麦焼酎、米焼酎、芋焼酎・協和醱酵工業から販売を引き継いだ）
- 玄海（麦焼酎、そば焼酎・協和醱酵工業から販売を引き継いだ）
- さつま司（本格芋焼酎）

ほか

### チューハイ・カクテル
2002年、協和醱酵工業と旭化成の酒類部門を譲り受け、協和醱酵工業と旭化成が製造・販売していたチューハイ・カクテルの販売を引き継いだ（カクテルパートナー、ハイリキ、旬果搾り）。また、アサヒが独自にブランドも作っている。
- チューハイ ハイリキ - 1983年に日本初の家庭用（当初はびん入り[注釈 5]）として旭化成傘下の東洋醸造[注釈 6] から発売されたチューハイ。2006年4月に、23年間変わっていなかった中身を変更したが[36]、グレープフルーツと青りんごはリニューアル後短期間で消滅した。
  - レモン（缶、瓶）
  - ウーロン割り（缶のみ）
  - プレーン（瓶のみ）
- アサヒ ハイリキ ザ・スペシャル - 2013年3月19日発売。アサヒビールが開発した「ハイリキ」の横展開商品で、強めのアルコール度数とウォッカをベースにした力強い飲みごたえが特徴。
  - レモン
  - グレープフルーツ
  - カシスオレンジ
- アサヒ旬果搾り れも吉 ローソン限定
- 五年熟成した梅酒 ソーダ割り
- アサヒSlat（すらっと） - アサヒが独自に立ち上げたブランド。果肉入りながら88kcal（350ml缶）の低カロリーを実現している（当時は文字通りの「カロリー最小級」であったが、2010年1月以降、各社から「Slat」よりも低い70kcal台のチューハイが発売されてきていることもあり、「カロリー最小級」の表記は2011年2月の改良により表記されなくなった）。2013年2月リニューアル。
  - グレープフルーツサワー（2009年2月〜）※旧、果肉入りグレープフルーツ
  - シャルドネサワー（2009年9月〜） ※旧、すっきり白ぶどう
  - 白桃サワー（2010年2月〜） ※旧、すっきり白桃
  - アロエ＆ホワイトサワー ※旧、乳性サワー
  - レモンスカッシュサワー（2011年2月〜）※旧、果肉入りすっきりレモン…以前発売されていた「果肉入りレモン」にビタミンCを付加。
  - ざくろ＆オレンジサワー（2013年2月〜）
- カルピスサワー - カルピス社の酒類事業終了に伴い、2013年12月10日より発売開始
  - カルピスサワー
  - カルピスサワーぶどう
  - カルピスサワー完熟マンゴー
- アサヒ辛口焼酎ハイボール - 2014年5月13日発売
  - 辛口焼酎ハイボール
  - 辛口焼酎ハイボール レモン
- ウィルキンソンRTD - 炭酸水「ウィルキンソン」にウォッカ、ジントニックを加えた低アルコール飲料。アルコール度数5%。
  - トニック+ウォッカ
  - ジンジャエール+ウォッカ
  - ジントニック+レモンライム
  - ジントニック+ビターグレープフルーツ(期間限定)
- カゴメとの共同開発商品
  - トマーテ 完熟トマトのフルーティカクテル（トマトのお酒、第一弾として2007年9月発売）
- 「ニッカ」ブランドのハイボールシリーズ - 2015年4月7日発売
  - ニッカハイボール
  - ブラックニッカ クリアハイボール
  - 竹鶴プレミアムハイボール

上記商品は、基本的に千葉県にあるニッカウヰスキー柏工場にて生産されるが、工場の稼働状況によっては系列のアサヒ飲料およびアサヒビールの工場で生産される場合もある。
協和醱酵工業から引き継いだブランドは「アサヒ協和酒類製造」が製造していたが、2005年度までにすべてニッカウヰスキー、またはアサヒ飲料・アサヒビールの製造に移管した。アサヒビールと旭化成との関係は1980年代に経営危機に陥った際、住友銀行（現三井住友銀行）の仲介で旭化成が筆頭株主となり、業務提携を行っていたことがあった。

#### カクテルテイスト飲料
- アサヒゼロカク - アルコール分0.00%でカロリーゼロのカクテルテイスト飲料「アサヒダブルゼロカクテル」を全面刷新する形で2012年9月19日に発売開始。
  - ジントニックテイスト
  - カシスオレンジテイスト
  - シャルドネスパークリングテイスト
  - ラムコーラテイスト
- アサヒスタイルバランス サワーテイスト - 2015年6月23日発売。同銘柄のビールテイストと同様に機能性表示食品である。
  - レモンサワーテイスト
  - グレープフルーツサワーテイスト

### 梅酒
- やさしさ梅酒
- アサヒ八年貯蔵梅酒
- おばあちゃんのつくった昔ながらのおいしい梅酒
- 梅酒家族
- ダイヤ梅酒
- 濃酵梅酒
- 黒糖濃酵梅酒
- 5年熟成梅酒 梅翠純

### 中国酒
- チャイナクラブ 花彫

## 過去に発売した商品

### ビール
- アサヒビール〈ラガー〉（熱処理ビール・1892年 - 1989年）
創業当初からのビールであったが1970年代以降、主力を「アサヒ生ビール」に移してからは次第に販売数が激減した。それ以後も下記のアサヒゴールドと統合する形で製造を継続し、1986年以降は「アサヒ生ビール」に準じて新CIを採用していたが（文字は赤色）、生産設備をスーパードライの増産に割り当てることや「最終的に消費者のニーズに合わなくなった」という理由により1989年2月を以って出荷を終了、翌月を以って販売を終了。これにより、同社がレギュラーで発売するピルスナータイプ、および下面発酵タイプの熱処理ビールとしては事実上、97年の歴史に幕を下ろした。
  - アサヒスタイニー（小型瓶ビール。熱処理ビールの終売後、1998年から2011年まで「アサヒスーパードライ スタイニー」が発売された）
- アサヒゴールド（熱処理ビール・1957年 - 1970年代初頭?）
当初は瓶ビールで発売し、翌年に日本で初めての缶入りビールを発売し話題になった。その後同一のラベルデザインのまま、販売上は上記のラガービールに事実上統合された扱いとなった。なお、先述の通り2009年9月29日に「アサヒビール」を生ビール化（1995年末に全面改良を実施し、更に非熱処理化したキリンラガービールとほぼ同じ製法）した「アサヒゴールド復刻版」を缶入り（350mlと500ml）でCVS限定にて発売した。
- ユニオンビール（輸出用） - 戦前は日本全国で発売。収穫の女神印。
- アサヒスーパーイースト（酵母入りビール 1989年 - 1991年 、CMには当初は渡辺謙、次いで榎木孝明が出演）
- アサヒ100%モルト（1987年3月 - 12月）スーパードライと同時発表された麦芽100%ビールで発売時の扱いはスーパードライより大きかったものの、スーパードライはともかく、競合商品となる麦芽100%ビールのサントリーモルツに出荷・販売数で大きく水をあけられる結果となり、発売開始から1年足らずでそのまま販売終了となった。
- アサヒ生ビール Z -ゼット-（1991年4月 - 1997年5月）上面発酵ビールであるが、スーパードライ同様の切れ味重視のテイストで個性は弱めだった。CMには、最初はプロゴルファーのグレッグ・ノーマン、次いでビートたけしが出演したほか、後に森高千里（「気分爽快」「素敵な誕生日」も参照）や西田ひかるも出演した。
- アサヒほろにが（1991年 - 1992年）CMには武田鉄矢と篠ひろ子が出演。コマーシャルソングはBEGINの「これがはじまりだから」。
- アサヒワイルドビート（1992年 - 1993年）CMには岩城滉一を起用。
- アサヒエール6（1992年 - 1993年）上面発酵のエールビール。CMには布施博が出演。
- アサヒピュアゴールド（1993年 - 1994年） CMには山﨑努と三宅裕司が出演。
- アサヒ収穫祭（秋季限定 1994 - 1996年）キリンビールの「キリン秋味」に対抗する形で発売された秋季限定ビールだった。CMには初期は高田延彦と森口博子が出演。
- アサヒダブル酵母（1995 - 1996年）その名の通り、上面発酵酵母と下面発酵酵母をそれぞれ使用した生ビールでCMには米米CLUBを起用。
- アサヒ食彩麦酒<しっかりタイプ>（1996年 - 1998年）
- アサヒ食彩麦酒<まろやかタイプ>（1996年 - 1998年）
- アサヒファーストレディ（1996年 - 1999年）苦味20%オフだった。発売当初はミラー社製のOEMだったが1997年の全面改良時に国産化された。
- アサヒファーストレディシルキー（1999 - 2000年）上記のファーストレディよりさらに苦味20%オフだったが売り上げは振るわず短命に終わった。
- REDS（1997年）広島県限定だったレッドビール「赤の生」をリニューアルして発売地域を拡大したもの。
- DUNK（1998年 - 1999年）気軽に飲めるデュンケルタイプビールというコンセプトだった。CMには鈴木雅之が出演。スタイニーボトルと350ml缶のみの発売だった。
- ビアウォーター（1999 - 2000年）苦味を25%抑え、すっきりした味に仕上げた商品で、水のように飲めるビールというコンセプトだったが、味わいは発泡酒に近く、売り上げは振るわなかった。
- WiLLスムースビア（1999年、松下電器産業〈現・パナソニックホールディングス〉、トヨタ自動車、近畿日本ツーリスト等と「WiLL」ブランドを共同で立ち上げて開発・発売）
- WiLLスイートブラウンビア（2000年、松下電器産業、トヨタ自動車、近畿日本ツーリスト等と「WiLL」ブランドを共同で立ち上げて開発・発売）
- 穣三昧（2003年）
- アサヒ酵母ナンバー（2005年11月）
- アサヒマイルドアロマ（-2006年8月製造終了）
- アサヒスーパーモルト（2000年 - 2006年）
麦芽100%のライトビール、および低カロリービール。発売当時からスーパードライの圧倒的シェアの陰に隠れていたが、2006年12月まで販売されていた。
- アサヒ富士山（1999年 - 2007年）
富士山の天然水だけで醸造されたプレミアムビール。同ジャンルの熟撰やプライムタイムが発売された後も製造が続けられ、およそ8年間販売されたロングセラー商品であった。
- アサヒこだわりの極（プレミアムビール、当初イトーヨーカドーやセブン-イレブンの酒類扱い店舗限定発売した後にNB化）2007年5月中旬で生産終了。チルド配送だったが味の個性が少なかった。
- アサヒ醍醐味（2007年、イオングループで限定発売された生ビール）
- アサヒプライムタイム（2006年 - 2009年）
2006年6月28日発売。ドイツ産のファインアロマホップを使用した、麦芽100%のオールモルトプレミアム生ビール。350ml缶、500ml缶のみの販売。同社のもう一つのプレミアムビールである「アサヒ熟撰」シリーズに缶ビールシリーズが追加されたのち、2009年2月に出荷終了となった。
- アサヒ北の職人長熟（2006年 - 2010年）
2006年7月4日に北海道限定にて発売された「北の職人」をリニューアル。従来品はビール中に含まれる渋味成分を低減する「クリア濾過製法」により、北海道の食に合うすっきりとした味わいを実現していたが、今回はそれに加え「長期熟成製法」により、リッチな味わいと飲みごたえ感を高めている。2010年4月に出荷終了。
- アサヒロイヤルブリュー
2009年6月30日発売。イオングループ限定販売。麦芽100%で、チェコ産ザーツホップ、北米産カスケードホップ、ビターホップの3種を原料に加えている。
- アサヒ 宵音（よいね）
2010年7月13日発売。イオングループ限定・期間限定販売。麦芽100%を使用し、アルコール度数もやや高めの7%に設定。麦芽由来の芳香な味わいと心地よい後味を両立。
- アサヒ豊かな泡のプレミアム
2010年期間限定で、販売店舗を百貨店に限定し、かつギフトセット形態でのみの販売になる麦芽100%の生ビール。ドイツのテトナング地方産ホップを使用している。
- アサヒゴールド 復刻版
2009年9月29日発売。CVS限定販売にして数量限定。オリジナル版（1957年当時）のアサヒゴールドが熱処理ビールだったのに対し、この復刻版では現代の醸造技術を駆使し、生ビールとして限りなく忠実にアレンジされていた。期間限定で同年11月に販売を終了したが、2010年6月15日に再度発売された。今回は店舗の限定は無いが完全予約受注生産になる。
- 初号アサヒビール 復刻版 
2011年11月29日発売。1892年（明治25年）に「大阪麦酒吹田村醸造所」（現在のアサヒビール吹田工場）にて製造され、アサヒブランドの原点となった「初代アサヒビール」の発売当時の味わいを限りなく忠実に再現した期間限定品。発売当時は熱処理されていたが、製造当時の分析値と処方を元に、現代の醸造技術を駆使して生ビール（非熱処理）にてアレンジされている。パッケージデザインも発売当時のラベルを忠実に再現しているが、社名表記などは現在のものになっている。麦芽100%。吹田工場のみでの製造。
- アサヒ世界ビール紀行
  - ドイツ メルツェンタイプ（2010年9月28日発売）
  - ベルギー ベルジャンエールタイプ（2010年11月30日発売）

数量限定で順次発売するプレミアムビールの新シリーズ。
- アサヒオーガニックプレミアム
通信販売限定で発売される麦芽100%のプレミアム生ビール。原料の麦芽とホップは有機栽培でかつ農薬も使用されていない。数量限定。
- アサヒ ザ・マスター
2009年5月26日発売。麦芽100%の生ビールで先述の「アサヒプライムタイム」の事実上の後継商品にあたるが、プレミアムビールではなくレギュラー価格帯で販売されている。ドイツの原料や醸造法を採用しており、ビール醸造学の資格である「マスター」を同国で取得した社員が監修。コクが特長の本場のオールモルトビールの味わいを身上とする。名古屋工場のみで製造していた。2014年12月頃に製造・出荷終了。
- アサヒ　ザ・ドリーム
2016年3月23日発売[37]。原材料に関しては当初、麦芽・ホップ・スターチの3種の原材料で構成されていたが2017年2月7日の全面改良に伴い、糖質50%はそのままに麦芽100%化され、後述する「アサヒスーパーモルト」以来10年ぶりとなる低カロリータイプの麦芽100%生ビールとなった。アルコール度数は5%。

### 地域限定ビール
後発の東北地方限定ビールの花鳥風月を除く地域限定ビールはそれぞれの地域にゆかりがある、またはその地域の人気看板番組のレギュラーをCMキャラクターとして採用した。
- 道産の生（北海道 1995 - 2000年、CMには当初、北島三郎とWinkが出演。）
- みちのく淡麗生（青森県・秋田県・岩手県・山形県・宮城県 1995年 - 1997年?、CMには風間杜夫が出演。）
- 福島麦酒（福島県 1992 - 2000年、CMには、福留功男が出演）
- 江戸前（関東地方・一時期甲信越地方・富山県 1993 - 2000年、CMには、高嶋政伸が出演。次いで柳家小三治と森口博子も出演した。）
  - 夏生（ - 1996年）
  - 冬生（ - 1996年）
  - 春生（1996年）
- 名古屋麦酒（東海3県 1993年 - 、CMには、高田純次が出演。他のビールより濃度を強めた『高濃度ビール』として地域限定ビールではプレミアム級であった。）
- 生一丁（近畿地方・一時期北陸3県 1994年 - 、CMには、やしきたかじんが出演。ビヤホール「アサヒ軒」の味を再現したと言われる）
- 赤の生（広島県 1996 - 1997年、CMには、広島東洋カープの野村謙二郎、江藤智、山内泰幸の3選手が出演。赤褐色のレッドビールで、その後商品名を『REDS』に改めて全国発売）
- 四国麦酒きりっと生（四国地方 1996 - 1998年）1998年6月に四国工場が竣工したため、四国工場蔵出し生にリニューアルされた。
- 四国工場蔵出し生（四国地方 1998 - 2000年）
- 博多蔵出し（九州・山口地方〔沖縄県を除く〕、1994 - 2000年、CMには、発売当初は草刈正雄が出演）
- 花鳥風月（東北地方、2021年10月 - 2024年3月、2021年10月5日より発売された東北6県（福島県・宮城県・山形県・秋田県・岩手県・青森県）限定の麦芽100%プレミアム生ビール〈プレスリリース・2021年9月28日〉であり、同社が発売する本格的な麦芽100%のプレミアム生ビールとしては先述の2009年に製造・出荷終了となったアサヒプライムタイム以来、約12年ぶりの投入となった。「じっくり丁寧に造られた、和のプレミアム」をコンセプトとし、国産麦芽とアロマホップを100％使用するとともに上面発酵酵母を用いて醸造。厳選した原料で、じっくり丁寧に醸造する「吟醸づくり」により、華やかで心地よい吟醸香と味わい深い芳醇なコクを実現した。2022年10月には初の改良を実施しており、醸造の仕込みを見直すことで更に芳醇な味わいを実現した。350ml缶・500ml缶のみの商品ラインアップで福島工場で製造された。アルコール度数は5.5%。先述の通り基本的に東北地区限定のレギュラー商品だが、例外的にお中元・お歳暮用を前提としたギフトセットに限り全国発売された。しかし東北地方限定商品であっても発売当初から他社の麦芽100％プレミアムビール〈ヱビスビール、ザ・プレミアム・モルツ等〉の販売シェアには太刀打ちすることができず、2023年12月を以てそのまま製造・出荷終了し、2024年3月までに先述の全国向け商品となるプレミアムブレンデッドビールのアサヒ食彩に統合される形で販売終了。これにより事実上、レギュラービール・プレミアムビールを問わず、同社の個人向けビールのラインアップから麦芽100%ビールが完全消滅することとなった。）
- アサヒホワイトビール（2023年 - 2024年、2023年6月6日より発売された首都圏（東京・埼玉・千葉・神奈川・山梨・茨城・栃木・群馬）、および信越地区（新潟・長野）限定の熱処理タイプのホワイトビール（プレスリリース・2023年5月25日）。厳選したエール酵母と小麦を使用することで、バナナのようなフルーティな香りを引き出したホワイトビールであり、オレンジピールとコリアンダーシードを加えることで、ふんわりとした華やかな香りとやわらかい口当たりを楽しめる。350ml缶・500ml缶のみの商品ラインアップで茨城工場で製造された。アルコール度数は5%。2024年12月を以て製造・出荷終了）

### 発泡酒
- Be
1982年発売、ビール感覚のライトカクテル、ビール+ジュース、アルコール分2%。
- アサヒ本生シリーズ
  - 本生

赤ラベル・オリジナル、海洋深層水を使用。後継商品は本生ドラフト。
  - アサヒ本生オフタイム

緑ラベル・海洋深層水を使用。苦味少なめタイプ。後継商品はスタイルフリー。
  - アサヒ本生ゴールド

金ラベル・海洋深層水を使用。飲み応えタイプ。事実上の後継商品は贅沢日和。
  - アサヒ本生限定醸造

褐色ラベル、海洋深層水を使用。2005年のプレゼント専用の非売品。
  - アサヒ本生クリアブラック

海洋深層水を使用。2006年と2007年の秋季限定商品。
- アサヒ冬の贈り物
琥珀色のラベルで、麦芽・ホップを3種類ずつ使用し、長期熟成したプレミアム発泡酒。2007年のプレゼント専用の非売品だった。
- アサヒスパークル
スーパードライの発泡酒版という位置づけ。この思想はのちのクールドラフトが引き継いだ形となった。
- アサヒ麦香る時間（むぎかおるとき）
2005年9月21日発売。ローソンと共同開発したもの。発芽玄米を副原料に使用し、麦芽使用率も一般的な発泡酒の約2倍の25%以上50%未満。「本生ゴールド」や「贅沢日和」と同一のリッチ酵母を使用した。
- アサヒ贅沢日和
「本生ゴールド」の後継商品として2006年11月発売。「本生ゴールド」と同一のリッチ酵母を使用したほか発泡酒で長期熟成製法を採用した。2009年8月をもって製造・出荷終了。
- アサヒジンジャードラフト
2008年10月発売。ショウガから抽出したジンジャーエキスを原材料に加え、刺激のある辛味にキレのあるのどごしが特徴の発泡酒。2009年10月をもって製造・出荷終了。
- アサヒフルーツブルワリー
  - フルーツブルワリー アップル
  - フルーツブルワリー ラズベリー
  - フルーツブルワリー グレープフルーツ

ビールをフルーツジュースで割ったものだが、税法上は「発泡酒」となる。
- WiLLビー・フリー（2001年 - 松下電器産業（現・パナソニック）、トヨタ自動車、近畿日本ツーリスト等と「WiLL」ブランドを共同で立ち上げて開発・発売）柑橘風味のカクテル感覚で楽しめる発泡酒として開発された。
- アサヒクールドラフト
2009年3月17日から発売された。発泡酒では初めて高濃度の麦汁を使用。クールな切れ味と鮮烈なのどごしを特徴としている。その味のキャラクター上「スーパードライ」の発泡酒版との見方もある。「一番うまい発泡酒を決めようじゃないか」というキャッチコピーで、新たな定番発泡酒を目指して発売されたが、第三のビールが低価格製品の主流になる中で、売り上げが振るわない上、本生ドラフトとの共食い現象が発生し、2011年5月上旬をもって製造・出荷終了。
- アサヒスーパーゼロ

2014年9月2日発売。プリン体0mg、糖質0%の発泡酒で、アルコールは5.5%。「アサヒドライゼロ」などノンアルコールビールテイスト飲料の開発で培った調合技術に加え、新たな原料として米乳酸発酵液を採用することによって、ビールに近い本格的な飲み応えを実現。
- アサヒスタイルフリー［プリン体ゼロ］

2015年4月13日発売。「スタイルフリー」初の横展開商品。糖質0%・プリン体0.00mgを実現。「スーパーゼロ」の実質的な後継商品だが、アルコールは6%となっている。

### 新ジャンル（第3・第4のビール）
- アサヒ新生・新生3
2005年4月、アサヒ初の第三のビール、「アサヒ新生」として発売。麦芽や麦の代わりに、「大豆たんぱく」から生まれた植物由来の成分「大豆ペプチド」を使用したビール風味の醸造系アルコール飲料。アサヒスーパードライと同じ酵母「アサヒ318号」を使用している。「その他の醸造酒（発泡性）①」に分類される「第三のビール」と呼ばれるアルコール飲料である。しかし、発売から半年経って「新生」の売れ行きは他社の第3のビール（『キリンのどごし<生>』、『サッポロドラフトワン』など）に差をつけられた。2005年11月に商品テコ入れの為「アサヒ新生3（しんなまスリー）」としてリニューアル（CMは福澤朗）、従来の「新生」の製法はそのままに「新生トライアングル仕込み法」によってクリアな味わいを実現したが、売上下降により2009年2月に製造・出荷終了。新生で培われた麦汁不使用でドライ系の味わいを実現する技術は、後の「アサヒドライゼロ」に受け継がれている。
- アサヒぐびなま。
2006年5月発売。「苦味を抑えた飲みやすさ」を追求した商品で、「その他の醸造酒（発泡性）①」に分類される。「新生3」同様「大豆ペプチド」を使用している。後味すっきりで飲みやすい。後述の“極旨”と対照的な設定であるが、並べて陳列されることが多かった。2007年春には桜デザイン缶が限定投入され、現在の水色を基調にしたデザインにリニューアルした。同年9月と10月の製造分限定で6缶パッケージに出演者の小西真奈美本人の写真入りで登場し、同年10月には冬季限定の「冬のやわらかホップ」も投入された。2009年2月に製造・出荷終了。これによりアサヒビールは「その他の醸造酒（発泡性）①」タイプから撤退した。
- アサヒ極旨（ゴクうま）
アサヒ初のリキュール系ジャンルの「第3のビール」。「発泡酒」に「大麦スピリッツ（蒸留酒）」のブレンドで、「リキュール（発泡性）①」に分類される。名前の通り旨味を重視しており、それでいてキレも良い値段を感じさせない味わいが特徴。2007年5月出荷分より、原料のバランスとパッケージをリニューアルし、後味のすっきり感が向上した。ビールのスーパードライ、発泡酒のスタイルフリーと並び、新ジャンルでの定番商品の地位を得ることに成功。各社が苦戦する2007年商戦においての一翼を担うこととなった。しかし2008年に「クリアアサヒ」がヒットしたことで主力の座を明け渡し、大幅に売り上げが減少したため、2011年2月中旬に製造・出荷終了となった。
- アサヒあじわい
2007年10月23日発売。前述の「極旨」に次ぐリキュール系ジャンルの「第三のビール」で、「リキュール（発泡性）①」に分類される。「極旨」以上のこだわりを持ち、うまさの充実感を実現するが、同様のコンセプトの「麦搾り」やサッポロ「麦とホップ」と比べるとやや薄く、おとなしい味わいだった。麦由来原料の使用率は99.9%で残りの0.1%はホップである。コンセプト的には競合商品のサッポロの「麦とホップ」（原材料も同様に、大麦由来原料とホップのみ）やサントリーの「金麦」に近い。2年目以降は「麦とホップ」の売り上げ増加、さらに後継製品の「麦搾り」の発売から半年が経過したことに伴い、2010年3月に製造・出荷終了。
- アサヒ麦搾り
2009年9月15日発売。原材料に大麦由来原料（麦芽・大麦・大麦スピリッツ）とホップのみを使用し、麦芽と大麦の使用量を1.5倍（当社比）にすることにより、麦のうまみと香りを一層充実させ、しっかりとしたコクとのどごしの良さを実現している。アルコール度数は5.5%以上6.5%未満。翌年以降は売り上げが減少し、2011年3月に、東日本大震災の影響で出荷を休止し、そのまま製造・出荷終了となり、「一番麦」が実質的な後継製品となった。
- アサヒくつろぎ仕込<4VG>
2010年9月14日発売。アルコール度数5%。ドイツのヴァイツェンビールに特徴の香り成分を引き出し、香り豊かな味わいに仕上げている。2011年3月に、東日本大震災の影響で出荷を休止し、そのまま製造・出荷終了となった。
- アサヒ冬の贈り物
2011年10月4日・2012年10月2日発売。冬季限定。アルコール度数5%。じっくりと時間をかけてローストした、ほのかに甘い風味を持つ「クリスタル麦芽」を一部使用。
- アサヒ一番麦
2011年3月1日発売。アルコール度数5%。原材料の発泡酒の麦汁は通常の1.5倍の麦を贅沢に使用し、一番麦汁のみ使用した重厚な味わいで、爽快感のあるキレが特徴。ネーミングやロゴデザインはキリン一番搾り生ビールを意識している。「麦100%」という表現をしているが、ビールでの「麦芽100%」の表現に準拠したもので、「麦搾り」やサッポロ「麦とホップ」と同様に、ホップは使用されている。2013年2月頃に製造・出荷終了。実質的な後継製品は「クリアアサヒ プライムリッチ」だが、プライムリッチは大麦以外の副原料が使用されており、2007年10月23日発売の「あじわい」以来続いてきたアサヒの「麦100%（大麦由来原料（麦芽・大麦・大麦スピリッツ）とホップのみ使用）」商品は、2008年6月4日発売のサッポロ「麦とホップ」に敗れる形ですべて姿を消した。
- アサヒダイレクトショット
2012年5月29日発売。アルコール度数5%。高めの炭酸ガス圧と、より刺激を感じられる香味バランスおよび原料配合の最適化による「刺激UP製法」を採用し、飲み口をこれまでのアルコール缶飲料で使われてきたものから約1.3倍大きくした、世界最大となる「メガ飲み口」を採用し、クリアアサヒの1.5倍の刺激を実感できる商品。2013年3月頃に製造・出荷終了。
- アサヒジャパンゴールド
2012年7月2日発売。8月末までの期間限定。アルコール度数5%。ロンドンオリンピック日本代表公式応援商品で、ハンマー投日本代表の室伏広治選手が監修。大麦由来原料（麦芽・大麦・大麦スピリッツ）とホップのみを使用し、英国産ホップ「ケント・ゴールディング」を一部使用。華やかな香りと芳醇な味わい、琥珀色の液体が特長。
- アサヒウイニングブリュー
2013年1月22日発売。3月中旬までの期間限定。アルコール度数5%。ワールド・ベースボール・クラシック日本代表公式応援商品。アメリカ産「ナゲットホップ」を使用した、キレのある爽やかな味わいと香りが特長。
- アサヒオリオンリッチ
2009年6月30日発売。製造元はオリオンビールで「リキュール（発泡性）①」に分類される。厳選麦芽を多く使用し、オリオンビールの独自技術により、「やわらかなコクと爽やかなのどごし」を実現。好評につき以降も初夏の時期に期間限定発売されており、オリオン側の商品改良により2012年は6月19日より「オリオンリッチスタイル」として発売。なお、製造元のオリオン側で発売を終了したため、期間限定発売も2012年度限りとなった。
- アサヒクリスタルゴールド
2014年1月15日発売。2月末までの期間限定。アルコール度数6%。ソチオリンピック日本代表公式応援商品で、ほのかに甘い風味を持つ「クリスタル麦芽」と、ファインアロマホップを一部使用することで華やかで力強い味わいを実現。
- アサヒふんわり
2013年4月9日発売。アルコール度数2%以上3%未満（実質約2.5%）。希少品種のシトラホップのさわやかな香りとミュンヘン麦芽の風味で、リラックスできる味わいを実現している。ちなみに100ml当たりのカロリーは約18kcalで2013年当時の一連のビール風アルコール飲料中、一番の低アルコール・低カロリーを誇っていた。2014年5月に発売された「アサヒアクアゼロ」と入れ替わる形で販売終了となった。
- アサヒブルーラベル
2011年7月5日発売。アルコール度数4%。新ジャンルで糖質0%を実現。アサヒビール独自の製法「レイトホッピング」の段階において、ドイツ産の「サフィアホップ」を採用し、糖質ゼロでスッキリとした味わいを実現。当初は2011年4月5日からの発売予定であったが、東日本大震災の影響で発売が当初の予定より3か月遅れとなった。2014年5月20日に発売された後継製品の「アサヒアクアゼロ」がブランドを確立したのに伴い、2014年8月頃に製造・出荷終了。

リニューアル
2012年1月下旬の出荷分- 味わい・パッケージのクオリティアップ。原材料の配合を見直すことにより、「スッキリとした味わい」を更に強化。
- アサヒストロングオフ
2010年3月24日発売。アルコール度数は7%。高アルコール度数でありながら糖質60%オフを実現。しかし現在でも一定の地位を保っているストロング系チューハイとは異なり、ストロング系第三のビールは短期間で売り上げは下火になり、2014年12月頃に製造・出荷終了。
- クリアアサヒ 糖質0（ゼロ）
2015年3月17日発売。「クリアアサヒ」の横展開商品第2弾で、糖質0を実現した。アルコール6%。後継商品の「クリアアサヒ 贅沢ゼロ」の発売に伴い販売終了。
- クリアアサヒ プライムリッチ
2013年3月12日発売。「クリアアサヒ」の横展開商品で、同社の新ジャンルの中で最高級濃度の原麦汁エキスをクリアアサヒ製法で仕上げた。アルコール分は6%。後継商品の「アサヒ ザ・リッチ」の発売に伴い販売終了。

### ビールテイスト飲料
- アサヒポイントワン（アルコール分0.1%）
発泡酒、第3のビール同様、自社ブランドのビールテイスト飲料においても日本の大手ビールメーカーの中でアサヒが最後発の参入だった。他社商品はアルコール0.5%だったのに対し、ポイントワンは0.1%を実現していた。2009年7月末をもって製造・出荷終了。
- アサヒポイントゼロ（アルコール分0.00%）
2009年9月1日発売。ポイントワンの後継商品で、競合商品にあたるキリンビールの「キリンフリー」と同様にアルコール0.00%を実現。
- アサヒダブルゼロ
2010年8月3日発売。アルコール分0.00%に加えカロリーゼロも実現した。2011年7月20日に、すっきり爽快な後味を強調するリニューアルをしている。初代は福島工場で生産していたが、東日本大震災で福島工場が被災し、2011年3月から7月まで出荷を休止していた。リニューアル版は、茨城工場で生産しているが、初代で販売されていたスタイニーボトルはラインの復旧を断念したため、350ml缶のみの販売となっていた。そのため、業務用向けの販売がほとんど行われなくなり、さらに販売休止の影響もあり、2011年のビールテイスト飲料のシェアは大手4社中最下位だった。先述の後継製品にあたる「アサヒドライゼロ」がブランドを確立したことに伴い2012年4月末を以って製造・出荷終了。
- レーベンブロイ・アルコールフリー
麦芽100%のビールテイスト飲料（アルコール分0.5%未満）。ドイツから輸入していたが、アルコール分0.00%のノンアルコール製品が主流となり、売り上げが減少したため、2012年7月頃出荷終了となった。

### チューハイ・カクテル
カッコ内は発売期間。
- アサヒカクテルパートナー - 1997年に協和醱酵工業から発売された缶入りカクテル。低アルコール飲料のシェア第2位をキープしていた。2011年2月のリニューアルでカクテルパートナー フワリッチシリーズ5種を基幹としていたが、2013年3月のリニューアルで再度名称をカクテルパートナーに統一し、旧デザインであった5種もパッケージリニューアルされた。春・初夏・夏・秋・冬の季節限定缶も発売された。2022年3月製造終了。
  - カシスオレンジ
  - ソルティードッグ
  - スクリュードライバー
  - ピーチ&オレンジ
  - マンゴー&オレンジ
  - ジントニック（1997年10月〜）
  - モスコーミュール（2002年9月〜）
  - バイオレットフィズ（2007年2月〜）
  - メロン&バニラ（2007年2月〜）
  - オーシャンブルーフィズ（2008年2月〜）
  - アサヒカクテルパートナー ディアピンク（2013年2月〜）
  - ライチソーダ（引き継ぎ〜2003年9月）
  - ライチグレープフルーツ（2003年3月〜2007年2月）
  - トムコリンズ（2003年9月〜2004年2月）
  - ライチ&ウーロン（2004年9月〜2005年2月）
  - ドライ ラム&コーラ（2005年2月〜2007年2月）
  - スパークリングダイキリ（2006年5月〜2007年2月）
  - シンガポールスリング（2006年5月〜2008年2月）
  - ウオッカモヒート（2006年10月〜2008年2月）
  - ライチスプモーニ（2007年2月〜2008年2月）
  - パッションオレンジ（2007年2月〜2008年2月）
  - スパイシーソルティードッグ（2007年2月〜2008年2月）
  - ブルーハワイ（2007年5月〜2008年2月）
  - マンゴーオレンジ（2007年5月〜2008年2月）
  - ガラナ&コーラ（2007年5月〜2008年2月）
  - シルキーアップル（2008年2月〜2013年2月）
  - マンゴーマイタイ（2008年2月〜2013年2月）
  - テキーラ&コーラ（2008年5月〜2013年2月）
- ワインカクテル
  - サンライズルビー（2005年8月〜2006年8月）
  - ロゼピーチ（2005年8月〜2006年8月）
  - シャルドネスプリッツァー（2005年8月〜2006年8月）
- アイスカクテル
  - アイス レモントニック（2006年2月〜2007年2月）
  - アイス グレープフルーツトニック（2006年2月〜2007年2月）
- カシスカクテル
  - カシスウーロン（2006年8月〜2007年8月）
  - カシスホワイト（2006年8月〜2007年8月）
  - カシスグレープフルーツ（2006年8月〜2007年8月）
- プレミアム
  - ピーチペリーニ（2006年10月〜2007年）
  - マンダリンミモザ（2006年10月〜2007年）
  - プレミアム ソルティードッグ（2007年2月〜2007年6月）
  - プレミアム スクリュードライバー（2007年2月〜2007年6月）
  - プレミアム カシスオレンジ（2007年6月〜2008年2月）
  - プレミアム ピーチネーブル（2007年6月〜2008年2月）
  - 巨峰とライチ
  - パッションフルーツ
  - スクリュードライバー（1997年10月〜2011年2月 フワリッチシリーズへのリニューアル）
  - ソルティードッグ（1997年10月〜2011年2月 フワリッチシリーズへのリニューアル）
  - カシスオレンジ（2002年9月〜2011年2月 フワリッチシリーズへのリニューアル）
  - ピーチ&オレンジ（2004年2月〜2011年2月 フワリッチシリーズへのリニューアル）
  - グレープフルーツサングリア（2008年5月〜 東日本大震災に伴う終売）
  - パッションピーチ（2008年5月〜 東日本大震災に伴う終売）
- オフスタイル（糖質80パーセントオフ）
  - スクリュードライバー（2008年4月〜）
  - ソルティードッグ（2008年4月〜）
  - レモネードクーラー（2008年4月〜）
  - ラ・フランス モスコーミュール（2008年7月）
  - カシスオレンジ（2008年7月）
- テキーラカクテル
  - ストロベリーマルガリータ（2007年8月〜）
  - テキーラサンライズ（2007年8月〜）
- ミルクカクテル
  - カフェ＆ミルク（2007年10月〜）
  - ストロベリーバニラ（2007年10月〜）
- プレミアム - プレミアムシリーズは「2001年インターナショナル・バーテンダーズ・コンペティション・ジャパン・カップ総合優勝、保志雄一（BAR保志オーナーバーテンダー）」監修。
  - プレミアム スクリュードライバー（2代目）
  - プレミアム ソルティードッグ（2代目）
- アサヒ キャラメルマキアートカクテル（2010年11月9日 期間限定発売）
ピーチペリーニ・マンダリンミモザを除くフレーバーは「2001年インターナショナル・バーテンダーズ・コンペティション・ジャパン・カップ総合優勝、保志雄一（BAR保志オーナーバーテンダー）」監修。
- カクテルパートナー 横濱カクテル
  - 横濱コスモクロック
  - 横濱フルーツダンス
  - 横濱モダンボーイ
  - アサヒカクテルパートナー フワリッチ（2011年2月〜）果実パルプ入りでジューシーな味わいとしている。
- 旬果搾り - 2002年春に旭化成から発売された缶チューハイ。発売当初の名前は「ハイリキ 旬果搾り」だったが、アサヒビールが2002年9月に『旬果搾り』ブランドの販売権を旭化成から取得、2003年2月に『アサヒ旬果搾り』に変更した[38]。果汁感が高いのが売りで、年々低アルコール&高果汁志向に変わっている。多数のフレーバーが存在する（2008年3月時点13種+地域限定品1種）。
  - レモン（2002年3月〜）
  - グレープフルーツ（2002年5月?〜）
  - うめ（2002年3月〜）
  - もも（2003年2月〜）
  - りんご（2003年9月〜）
  - 巨峰（2002年9月〜）
  - ルビーグレープフルーツ（2007年3月〜、季節限定品が定番化）
  - マスカット（2007年3月〜）
  - レモン&シークァーサー（沖縄限定、2005年3月〜）
- 旬果搾り 沖縄シリーズ
  - 沖縄パイン&シークァーサー（2006年3月〜）
  - 沖縄パッションフルーツ&シークァーサー（2007年2月〜）
  - あんず（2004年6月〜2005年3月）
  - ライチ（2004年2月〜2005年3月）
  - シークァーサー（2002年3月〜2004年2月）
  - 洋なし（2004年11月〜2005年3月）/ハッピー 洋なし（2005年3月〜2007年2月）
- 旬果搾り ナチュリア（旭化成から引き継いだ旬果搾りのブランドにアサヒ色を付加したもの、無香料）
  - レモン（2004年4月〜2005年8月）
  - オレンジ（2004年7月〜2005年8月）
  - グレープフルーツ（2004年4月〜2005年8月）
- 旬果搾り フルーツパンチ（5種類の果汁をミックスしたチューハイ、2006年〜2007年）
  - フルーツパンチ スイート（白ブドウ、りんご、もも、ライチ、パイナップルのミックス）
  - フルーツパンチ サワー（グレープフルーツ、レモン、マンダリン、ライム、パッションフルーツのミックス）
  - フルーツパンチ バナナミックス（ヨーグルトテイスト。バナナ、青りんご、オレンジ、洋なし、パイナップルのミックス）
  - フルーツパンチ ベリーミックス（ヨーグルトテイスト。ストロベリー、りんご、ぶどう、ラズベリー、クランベリーのミックス）
  - フルーツパンチ 東京パーラー（いちご、洋なし、グレープフルーツ、マスカット、キウイフルーツのミックス）
  - フルーツパンチ 大阪ミックス（乳性テイスト。オレンジ、りんご、バナナ、もも、パイナップルのミックス）
- 旬果搾り 沖縄シリーズ
  - 沖縄タンカン&シークァーサー（2006年3月〜2008年2月）
  - 沖縄アセロラ&シークァーサー（2007年2月〜2008年2月）
- 旬果搾り とろけるチューハイ（無炭酸）
  - マンゴー（2007年3月〜）
  - 桃（2007年3月〜）
  - ラ・フランス（2007年9月〜）
- 旬果搾り　爽感。
  - レモン（2007年4月〜）
  - グレープフルーツ（2007年4月〜）
  - オレンジ（2008年6月〜）
- ハイリキ
  - グレープフルーツ（缶のみ）
  - 青りんご（缶のみ）
- カゴメとの共同開発商品
  - ベジーテ（カゴメ『野菜生活100』をベースにした野菜と果実のお酒。2008年3月4日発売）
  - ベジッシュ

以下はアサヒオリジナルブランド
- ハイクラブ
- ゴリッチュ - アサヒビール初の容器入りチューハイブランド。
  - レモン（2001年5月〜2002年）
  - グレープフルーツ（2001年9月〜2002年）
  - ドライライム（2001年9月〜2002年）
  - バナナ（2001年5月〜2002年）
  - 唐辛子風味（2001年5月〜2002年）
  - 梅&高麗人参（2001年9月〜2002年）
- アサヒスーパーサワー
  - レモン（2002年5月〜2004年）
  - グレープフルーツ（2002年5月〜2004年）
- アサヒドライクーラー
  - レモン（2004年5月〜2006年3月）
  - グレープフルーツ（2004年5月〜2006年3月）
  - ウメ（2005年1月〜2006年3月）
  - ゴールドアップル（2004年9月〜2006年3月）
  - ホワイトグレープ（2004年9月〜2006年3月）
- 新爽感チューハイ Dew - 販売不振のため、2005年4月から2006年3月の11ヶ月で生産中止。
  - レモン（2005年4月〜2006年3月）
  - グレープフルーツ（2005年4月〜2006年3月）
  - ライチ（2005年4月〜2006年3月）
  - ウメ（2005年7月〜2006年3月）
  - シトラス（ソーダテイスト）（2005年7月〜2006年3月）
  - ジンジャーレモン（2005年9月〜2006年3月）
- ブラックハイボール - ブラックニッカ クリアブレンドのウイスキーを使用したウイスキーの炭酸割りカクテル。全4品中、トニック・ドライジンジャーは2006年秋に、他は2007年3月31日に販売終了。
  - トニック（ウイスキー+トニックウォーター）
  - ドライジンジャー（ウイスキー+ジンジャーエール）
  - ライムコーラ（ウイスキー+コーラ+ライム）
  - レモン&ソーダ（ウイスキー+炭酸水+レモン）
- アサヒ本チューハイ - 本格焼酎をベースにアルコールの一部に使用している缶チューハイ。2007年2月28日で販売終了。
  - 芋レモン
  - 麦ゆず
  - 泡盛オレンジ
- アクアスパーク（糖質60パーセントオフ） - 無果汁。
  - レモン（2007年7月〜2008年1月）
  - グレープフルーツ（2007年7月〜2008年1月）
- すっぱチューハイ
  - ビタミンCレモン（2007年5月〜2008年1月）
  - クエン酸うめぼし風味（2007年5月〜2008年1月）
- FAUCHON香り紅茶酒 - フランス・フォション社の紅茶の茶葉を使用した無炭酸の紅茶酒(ボトル缶入り)。フォションの本国のフランスでも発売されている。
2007年2月28日で販売終了。代替品はフォションティーリキュール(ガラス瓶入り)
  - カシス&ローズ
  - アップルブランデー&ハーブ
  - キャラメル&シナモン
  - アールグレイ&オレンジスピリッツ
- フローズンカクテル - ロッテとの共同開発。サントリーからも同様の商品がセブン-イレブン限定で発売されていたが、2006年秋頃、サントリー商品と同時に販売終了。
  - スクリュードライバー
  - ストロベリーダイキリ
- アサヒ ショコラカクテル（2010年11月9日 期間限定発売）

発売後、缶蓋の巻き締めが不完全で、密封性が損なわれた商品が出荷された可能性があるとして自主回収。同時に販売終了となった。
- うるおう果実チューハイ
  - グレープフルーツ＆ライチ（2008年1月〜）
  - ピーチ＆パッション（2008年1月〜）
- 果実の瞬間（2010年3月～2020年11月/2021年12月）

季節限定缶が多く発売された。
通年品だった贅沢みかんテイストポン果汁使用(2011年9月〜)は「贅沢搾りPREMIUMみかんテイストポン果汁使用」となって引き続き販売。
- アサヒもぎたて - 2016年4月5日発売。アルコール度数9%。収穫後24時間以内に搾った果汁を使用。2022年3月製造終了。

- Slat（すらっと）

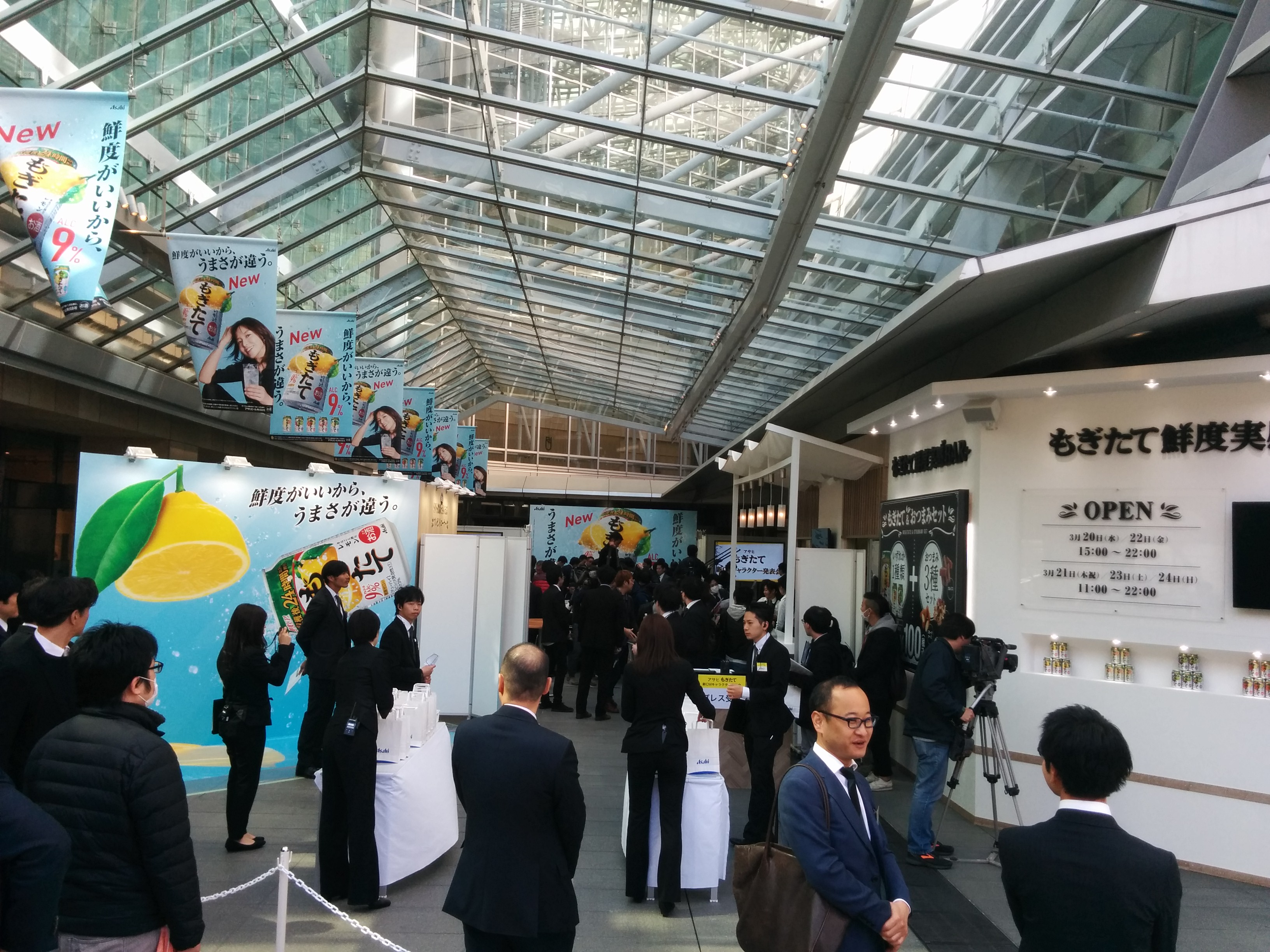
アサヒもぎたてマーケティングイベント

  - すっきり梅（2010年9月〜 東日本大震災に伴う終売） ※レモン果肉入り
  - すっきり巨峰（2011年2月〜東日本大震災に伴う終売） ※オレンジ果肉入り
  - すっきりブラッドオレンジ（2010年5月〜2013年2月） ※オレンジ果肉入り
- アサヒSPARX（スパークス） - アルコール度数9%、糖質70%オフの缶入りチューハイ。2010年7月6日にコンビニエンスストア限定で発売開始。2011年2月22日にリニューアル。

#### 他社から引き継いだチューハイ・カクテルブランド
- 下町風味酎ハイ（協和醱酵工業［現　協和発酵キリン］からブランドを引き継いだが、後に全品生産中止になった）
- 果汁泥棒のお酒（協和醱酵工業からブランドを引き継いだが、その直後に全品生産中止になった）
- はちみつ黒酢ダイエットのお酒（旭化成からブランドを引き継いだが、その直後に生産中止になった）
- サンシャワー（協和醱酵工業からブランドを引き継いだが、後に生産中止になった）

#### カクテルテイスト飲料
- アサヒダブルゼロカクテル - アルコール分0.00%でカロリーゼロのカクテルテイスト飲料。2011年10月製造分より糖類ゼロ（栄養表示基準に基づく）仕様とするとともに、「ジントニックテイスト」と「カシスオレンジテイスト」は味わいをブラッシュアップされた。なお、店頭販売は350ml缶のみだが、業務用として、飲食店でグラスに移し替えてノンアルコールカクテルとして提供できるグラスサイズに最適な200ml缶（2011年9月6日発売）も設定されていた。2012年9月19日に「アサヒゼロカク」に全面刷新されたのに伴い生産終了。
  - ジントニックテイスト（2010年9月21日発売）
  - カシスオレンジテイスト（2010年11月2日発売）
  - シャルドネスパークリングテイスト（2011年4月26日発売）

#### 甲類焼酎
- すばる（ペットボトル） - ベトナムから輸入されていた。2002年に協和醱酵工業と旭化成の酒類部門を譲り受ける以前からニッカウヰスキーから発売されていたが、2011年に甲類焼酎の銘柄整理を行い、大五郎に統合される形で輸入を終了した。
- 大ちゃん（ペットボトル/1.8L紙パック） - 協和醱酵工業から販売を引き継いだ甲類焼酎。2011年に甲類焼酎の銘柄整理を行い、ペットボトルは大五郎に、1.8L紙パックはダイヤに統合される形で販売を終了した（ストレートで飲めるように水割りにした、ブリックパックの居酒屋大ちゃんのみ販売を継続している）。
- 源氏（20%は一升瓶/18Lバッグ・イン・ボックス、25%は一升瓶/1.8Lリキパック/18Lバッグ・イン・ボックス、ホワイトリカー35%は1.8L紙パック） - 旭化成から販売を引き継いだ甲類焼酎。2011年に甲類焼酎の銘柄整理を行い、瓶と紙パックはダイヤに、バッグ・イン・ボックスは酎五郎に統合される形で販売を終了した（35%の18Lバッグ・イン・ボックスのみ販売を継続している）。
- どんなもん大（ペットボトル） - 旭化成から販売を引き継いだ甲類焼酎。2011年に甲類焼酎の銘柄整理を行い、大五郎に統合される形で販売を終了した。
- ゴールドスカイ（600ml瓶） - 旭化成から販売を引き継いだ純金箔入りの甲類焼酎。麦焼酎をブレンドしていた。2011年に甲類焼酎の銘柄整理を行い、販売を終了した。
- ゲンジロック（700ml瓶） - 旭化成から販売を引き継いだオン・ザ・ロック向けの甲類焼酎。麦焼酎をブレンドしていた。2011年に甲類焼酎の銘柄整理を行い、SUNに統合される形で販売を終了した。

### スポーツドリンク
- プリップス Pripps（1986年, スウェーデンのスポーツ飲料）

## 文化・スポーツ事業

### 文化事業・メセナ活動
美術・音楽を中心とした展覧会や演奏会への支援、評価の定まらない若手芸術家の発表支援、地域づくりNPOへの支援など、日本で企業メセナ活動をもっとも活発に行っている企業の一つである。
- アサヒビール大山崎山荘美術館
- アサヒビールロビーコンサート
- アサヒビール芸術賞
- MTV THE SUPER DRY LIVE
- 多目的な空間「アサヒ・アートスクエア」
- アサヒ・アート・フェスティバル
- 「アサヒ・エコアート・シリーズ」
- カルチャーセミナー
- 「すみだ川アートプロジェクト」
- Zepp（ライブハウス）- 特別協賛

### CSR活動
- 公益財団法人アサヒグループ学術振興財団
- 公益財団法人アサヒグループ芸術文化財団
- 「うまい！を明日へ！」プロジェクト：アサヒスーパードライがビール市場占有率トップである事から、売り上げ1本毎に1円を地域の環境保護活動に寄付。

### スポーツ事業
スポーツ関連では、社会人アメリカンフットボールXリーグの「アサヒビールシルバースター」の展開をはじめ、2001年より野球日本代表のオフィシャルサプライヤーも務めている。
- アサヒビール・シルバースター[40]

グループ企業のアサヒ飲料もアサヒ飲料チャレンジャーズを保有し、グループ内にアメフトチームが2つ存在している。
- 2006ワールド・ベースボール・クラシックアジア・ラウンド
- アジア野球選手権大会（2003年・2007年の大会に特別協賛。2003年は日本・札幌ドームでの開催。大会の冠名に「アサヒビール・チャレンジ（2007年はアサヒ・スーパードライチャレンジ）と付けている。2005年（日本・サンマリンスタジアム宮崎で開催）は新日本石油（現ENEOS）の特別協賛だったが、アサヒビールは協賛者として大会を支援した）
- スキージャンプ・ワールドカップ（日本代表チーム協賛）
- 世界ボート選手権（冠スポンサー）
- 日本オリンピック委員会（ゴールドパートナー。2009年より。）
- 2020年東京オリンピック・パラリンピック（ゴールドパートナー）[41]
- 福岡ソフトバンクホークス（オフィシャルスポンサー）
  - 福岡Yahoo!JAPANドームで開催される公式戦（7〜10試合程度）で「アサヒスーパードライスペシャル」と題し、球場をスーパードライ一色にジャックする恒例行事が行われている。なかでもヤフードーム前大階段広告として大型のスーパードライ缶が出現。アサヒオリジナルのホークス選手クリアファイルなどのプレゼントも実施。またGWには毎年イメージガールが始球式に登板している（過去に伊東美咲、井川遥、東原亜希など）。
  - 「ASAHI SUPERDRY LIVE POP HAWKS」と言うイベントを2009年より実施。ヤフードームで開催される、ホークス公式戦「アサヒスーパードライスペシャル2009」（年間3シリーズ：7試合）において『「野球」に加え「ライブ感」溢れる新しいエンターテインメントを体感していただきたい』との想いから、2009年より始まった野球界初のミュージックライブ。1試合1組が登場している。2009年には、開幕シリーズ 「ビーグルクルー」（2009年4月5日）、どんたくシリーズ 「ONE☆DRAFT」 （2009年5月3日） 山笠シリーズ 「キマグレン」（2009年7月12日）、2010年は、開幕シリーズ 「渡辺美里」（2010年3月26日）、「ET-KING」（2010年3月27日）、「May J.」（2010年3月28日）、どんたくシリーズ 「ナオト・インティライミ」（2010年5月1日）、「ONE☆DRAFT」（2010年5月2日）、「Chicago Poodle」（2010年7月10日）、「Rake」（2010年7月11日）の出演によって実施された。
- 東京マラソン（大会スポンサーの一社、ただしバナーのみで『ドライゼロ』名義）
- 大阪マラソン（同上、中継でも大口スポンサー）
- 阪神タイガース（オフィシャルスポンサー）[注釈 7]
  - 阪神甲子園球場（同上、サンテレビ中継ではカウキャッチャーで頻出）[注釈 8]
- bjリーグ（日本プロバスケットボールリーグ） - 公式スポンサーの一社[注釈 9]
- ラグビーワールドカップ2023（フランス大会）ワールドワイド・パートナー（2021年4月27日 - ）[42][43]
- ラグビー日本代表（15人制男子・女子、7人制男子・女子）オフィシャルスポンサー（2021年8月26日 - ）[44]
- アサヒスーパードライ JAPAN RUGBY CHALLENGE SERIES 2022(冠パートナーとなるラグビーユニオン国際試合[45])

## 本社
- 本社事務所 東京都墨田区吾妻橋1丁目23-1
  - 1989年竣工。通称「アサヒビールタワー」。琥珀色の壁面ガラスと頂部の白い外壁はビールジョッキをイメージしている。2008年に登記上本店も中央区京橋3から移転し、名実共に本社となった。
  - 本部ビル横スーパードライホールのフィリップ・スタルクによるオブジェ「フラムドール」（金の炎）はランドマークにもなっており有名。燃え盛る炎を形にすることにより、アサヒビールが持っている情熱を表現している。しかし、その特異な形状から「うんこビル」という俗称で呼ばれる事もあるほか、ビールの「泡」と勘違いされやすいこともある。尚、フラムドール下部の「スーパードライホール」は聖火台をイメージして建築されている[46]。

- アサヒビルタワーの本社入口（2010年3月撮影）
- 本社前からスーパードライホールを見る（2010年3月撮影）
- レストランから工事中のスカイツリーを見る（2009年10月撮影）
- レストランから工事中のスカイツリーを見る（2010年9月撮影）

## 工場
- 吹田工場（1891年操業：大阪府吹田市西の庄町1-45　前身である大阪麦酒会社の「吹田村醸造所」として操業開始。“アサヒビール発祥の地”として知られる）
- 博多工場（1921年操業：福岡市博多区竹下3-1-1　2026年に近隣の佐賀県鳥栖市に工場を新設して移転予定[47] であったが事業費高騰を理由に3年程度延期[48]）
- 北海道工場（1966年操業：札幌市白石区南郷通4南1-1　以前は地場酒類卸業の北海道酒類販売との合弁による「北海道アサヒビール」として操業していた）
- 名古屋工場（1973年操業：名古屋市守山区西川原町318）
- 福島工場（1979年操業：福島県本宮市大字荒井字上前畑1）
- 茨城工場（1991年操業：茨城県守谷市緑1-1-1）

- 吹田工場
- 茨城工場

ニッカウヰスキー
- 北海道工場（余市蒸溜所）：北海道余市郡余市町黒川町7-6（北緯43度11分14.5秒 東経140度47分29.5秒 / 北緯43.187361度 東経140.791528度）
- 仙台工場（宮城峡蒸溜所）：宮城県仙台市青葉区ニッカ1（北緯38度18分29秒 東経140度39分1.5秒。2009年の年間来場者数は16万人[49]）
- 弘前工場：青森県弘前市大字栄町2-1-1（北緯40度36分57.5秒 東経140度27分53秒 / 北緯40.615972度 東経140.46472度）
- 栃木工場：栃木県さくら市大字早乙女1765（北緯36度42分15.7秒 東経140度0分45.9秒 / 北緯36.704361度 東経140.012750度）
- 柏工場：千葉県柏市増尾字松山967（北緯35度50分3.5秒 東経139度59分21.7秒 / 北緯35.834306度 東経139.989361度）
- 西宮工場：兵庫県西宮市津門飯田町2-118（北緯34度44分16.1秒 東経135度21分42.8秒。2024年3月操業終了（予定）[47]）
- 門司工場：福岡県北九州市門司区大里元町2-1（北緯33度55分9.2秒 東経130度56分16.3秒。旧協和発酵→アサヒ協和酒類製造門司工場）
- ベン・ネヴィス蒸溜所：スコットランド・インヴァネスシャイア・フォート・ウィリアム（北緯56度50分5.3秒 西経5度4分25.5秒 / 北緯56.834806度 西経5.073750度）

過去の工場
- 吾妻橋工場（1901年操業、1985年閉鎖：東京都墨田区）
操業当初は札幌麦酒（現：サッポロビール）の工場だった。1906年に札幌麦酒、日本麦酒、大阪麦酒（アサヒビールの前身）が合併し、大日本麦酒所属の工場となった後、戦後の1949年、大日本麦酒が朝日麦酒と日本麦酒に分割した際に、当地は朝日麦酒の所属となった。現在はアサヒビール本社ビル、リバーピア吾妻橋、墨田区役所などが建っている。
- 東京大森工場（1962年操業、2003年閉鎖：東京都大田区）
現在はイトーヨーカドー大森店などが建つ。
- 西宮工場（1927年操業、2012年閉鎖：兵庫県西宮市津門大塚町11-52　2012年8月に閉鎖[50]）
当初は2011年閉鎖予定だったが、東日本大震災の影響で1年遅れになっていた。阪神甲子園球場に近いため、製造されたばかりのビールを同球場まで直送していた。
- 四国工場（1998年操業、2023年1月31日操業終了）[51]：愛媛県西条市ひうち2-6）
- 神奈川工場（2002年操業、2023年1月31日操業終了）[47]：神奈川県南足柄市怒田天井1223）

- 神奈川工場

## 歴代イメージガール
アサヒが後に主力となるビール「スーパードライ」を発売した年と同じ1987年から開催され、山口智子を初代として任期1年で毎年1人が選ばれてきたが、2022年に廃止が発表された。
- 山口智子（1987年、初代）
- 望月知子（1988年）
- 高杉慶子（1989年）
- 中村基子（1990年）
- かとうれいこ（1991年）
- 梶原真弓（1992年）
- 青木美津子（1993年）
- 藤原紀香（1994年）
- 盛美恵（1995年）
- 田賀久美子（1996年）
- 田波涼子（1997年）
- 児島玲子（1998年）
- 伊東美咲（1999年）
- 井川遥（2000年）
- 出川紗織（2001年）
- 矢野アリーネ（2002年）

- 東原亜希（2003年）
- 川原麻衣（2004年）
- 山内麻美（2005年）
- 尾形沙耶香（2006年）
- 篠原真衣（2007年）
- 吉村美樹（2008年）
- 小林優美（2009年）
- 暮沼まみ（2010年）
- 春輝（2011年）
- 坂井裕美（2012年）
- 堀口ひかる（2013年）
- 岡愛恵（2014年）
- 西田有沙（2015年）
- 東野佑美（2016年）
- 田口千晶（2017年）
- 朝香りほ（2018年）
- 鈴木望（2019年）

- 高田里穂（2020年）

## 提供・広報

### 提供番組
- 一社提供
  - ほろにがショー→ほろにがショー 何でもやりまショー（日本テレビ、放送期間:1953年8月29日 - 1959年4月29日 放送時間:毎週土曜19:30 - 20:00 - 民間テレビ放送最初のバラエティ番組）
  - ドレミファ広場（日本テレビ）
  - 森繁百夜（日本テレビ）
  - オールスター珍道中（フジテレビ、「バヤリースオレンヂ」名義）
  - Asahi Weekend Shuffle 木梨ガイド・週末の達人（フジテレビ、途中でアサヒ筆頭の複数社提供となる）
  - ASAHI SUPER DRY The LIVE（MUSIC ON! TV）- ライブ中継番組
  - Asahi SUPER DRY The Road to Super Hero（TBSラジオ）
  - ASAHI BEER OZ MEETS JAZZ（JFL）
  - ASAHI SUPER DRY SUPER BEAT STADIUM（bayfm）
  - ASAHI SUPER DRY BEAT ON THE EDGE（FM NORTH WAVE）
  - ASAHI BEER AFTER6 CRUISING（FM NACK5、GOGOMONZ内、木曜の毎年4月〜10月頃放送）
  - アサヒビールPRESENTS 美味麦酒（秋田朝日放送）
  - 松本BAR紀行（長野朝日放送）
  - 世界銘酒紀行（グルメ旅☆Foodies TV）
  - 夢追うチカラ 〜JAPAN DREAM〜（テレビ朝日、2009年10月〜2010年3月）
  - 世界酔夢紀行（日本テレビ）
  - アサヒビールPresents ゴックン食べある記（KBCテレビ、KBC映像との共同制作）
  - ベスコングルメ（TBS、アサヒスーパードライ名義）

また、徳島県ローカルにて阿波踊り期間中ではFM徳島の恒例特番や帯番組のスポット枠を中心に、四国放送ラジオでも独自制作のミニ番組を夕方にそれぞれ放送。
- 現在の複数社提供
  - news zero - 月 - 木曜 23:00 - 23:59、金曜 23:30 - 24:30（日本テレビ、隔日。カウキャッチャーで同業者のキリンビール、曜日別の別パートでサントリーも提供。）[注釈 11]
  - Going!Sports&News - 土・日曜 23:55 - 24:55（日本テレビ、隔日）[注釈 11]
  - ザ!鉄腕!DASH!! - 毎週日曜 19:00 - 19:58（日本テレビ）[注釈 12]
  - 関西テレビ制作・月曜夜10時枠の連続ドラマ - 毎週月曜 22:00 - 22:54（関西テレビ、2021年10月 - ）
  - 火ドラ★イレブン - 毎週火曜23:00 - 23:30（関西テレビ、2023年4月 - ）
  - 月曜から夜ふかし - 毎週月曜 22:00 - 23:00（日本テレビ、2022年4月から提供。プライムタイム進出後に21時枠と枠入れ替え。）[注釈 11]
  - 1億3000万人のSHOWチャンネル - 毎週土曜 21:00 - 21:54（日本テレビ、2021年10月 - ）
  - 行列のできる相談所 - 毎週日曜 21:00 - 21:54（日本テレビ、2020年10月 - ）
  - 報道ステーション - 毎週金曜 21:54 - 23:10（テレビ朝日）[注釈 13]
  - 新・情報7DAYS ニュースキャスター - 毎週土曜22:00 - 23:24（TBSテレビ、2009年10月から、別パートで同業のサントリーもスポンサー）
  - オオカミ少年 - 毎週金曜19:00- 20:00（TBSテレビ、ナショナルスポンサー）
  - 三井住友VISA太平洋マスターズ 毎年11月第2週（TBS）
  - 情熱大陸 - 毎週日曜 23:00 - 23:30（MBS）
    - 系列外のAKTでもアサヒビール提供で放送。
    - 提供読みは、2008年5月まで『クオリティ&チャレンジのアサヒビール』だったが、6月1日以降は『すべては、お客様の「うまい!」のために、クオリティ&チャレンジのアサヒビール』に、2010年1月からは新キャッチフレーズである「その感動を、わかちあう。アサヒビール」になっていた。なお、提供クレジット表記も、2010年1月より「アサヒビール」から「Asahi」（ロゴ下に“その感動を、わかちあう。”と表記）に変更された[注釈 14]。2013年1月放送分からは「すべては、お客様の「うまい!」のために。アサヒビール」に変更された。現時点では「最高の渇きに、DRY。アサヒスーパードライ」の表記に変更されている。

  - 追跡LIVE! Sports ウォッチャー - 土曜 23:00 - 23:55、日曜 22:54 - 23:30（テレビ東京、隔日）
  - 隅田川花火大会 毎年7月、土曜 18:30 - 20:54（テレビ東京、関東ローカル）
  - 土曜プレミアム - 土曜 21:00 - 23:10（フジテレビ、隔週で前後半交代・同業者のサッポロビールも提供。2008年3月をもって一時降板したが、2020年4月より提供復帰[注釈 15]）
  - 秘密のケンミンSHOW 極 - 毎週木曜 21:00 - 21:54（読売テレビ (ytv)、2025年4月[注釈 16] - 、同業者のキリンビールもスポンサー）
  - あっぱれ!KANAGAWA大行進 - 毎週土曜20:55 - 21:50（テレビ神奈川（tvk））
  - マリーンズナイター - 中継のある日の19:00 - 21:30（千葉テレビ）
  - 東海ラジオ ガッツナイター（2010年から水曜日スポンサー。東海ラジオ）
放送されるCMは東海ラジオオリジナル作品。

上記番組以外はPT枠で提供クレジットを出さず、スポンサーに入ることも多い。
- 過去の提供番組
  - スター誕生!（日本テレビ。主に「三ツ矢サイダー」と「バヤリースオレンヂ」を宣伝、ビールは夏のみ宣伝した。また参加賞は「三ツ矢」と「バヤリース」のみだった）
  - 知ってるつもり?!（日本テレビ）
  - スポーツうるぐす（日本テレビ）
  - スーパースペシャル（日本テレビ、20時台）
  - THEスペシャル（日本テレビ、20時台）
  - 世界一受けたい授業（日本テレビ）[注釈 17]
  - 幸せ!ボンビーガール（日本テレビ、2019年10月 - 2021年9月）
  - 人生が変わる1分間の深イイ話（日本テレビ、2020年4月 - 2022年3月、同業のサントリーもスポンサー。）[注釈 11]
  - 日曜劇場 - 毎週日曜21:00 - 21:54（TBS、2002年10月から2009年9月まで。アサヒ飲料との共同協賛で、季節ごとにCM放送時間は60秒と30秒で変動、劇中にビールやチューハイなどを供給。現在は同業者のサントリーが提供。）
  - 筑紫哲也 NEWS23→NEWS23（TBS、隔日交代・2009年9月まで。現在はサッポロビールが提供）
  - ギミアぶれいく（TBS）
  - 水曜ロードショー（TBS）
  - 情報スペースJ（TBS）
  - 世界まるごとHOWマッチ（MBS）
  - 世界まるごと2001年（MBS）
  - たけし・所のドラキュラが狙ってる（MBS）
  - 新伍Niタッチ!（MBS）
  - 毎日甲子園ボウル（MBS、1993年から1996年まで）
  - MUSIC EDGE + Osaka Style（MBS、2008年3月まで提供読みは単に「アサヒスーパードライ」となっていた。）
  - ゴールデン洋画劇場→ゴールデンシアター（フジテレビ、一時期降板あり。）
  - 欽ドン!（フジテレビ）
  - 北野ファンクラブ（フジテレビ）
  - ウッチャンナンチャンのやるならやらねば!!（フジテレビ）
  - 情報ライブ EZ!TV（フジテレビ、関西テレビ）
  - ニュースJAPAN→あしたのニュース→ユアタイム→THE NEWSα→FNNプライムニュース α→FNN Live News α - （フジテレビ、カウキャッチャー・2019年9月まで同業者のキリンビールと隔日交代[注釈 18][注釈 19]）
  - ドラバラ鈴井の巣（北海道テレビ）
  - みんなが出るテレビ - 毎週火曜22:00 - 22:55（tvk、他ネット無し。2008年3月にスポンサー降板）
ただし、番組内の「Yokohama Music Power」のコーナーは「ASAHI SUPER DRY Yokohama Music Power」という名前になっている。
  - ASAHI BEER PRESENTS MUSIC FLAG（TOKYO FM、2009年12月まで提供読みは単に「アサヒスーパードライ」となっていた。）

### 企業PR誌
- 企業PR雑誌
  - 「ほろにが通信」（1950年から1955年まで発行）
  - 『うまい樽生 SUCCESS"BOOK"』

### 新聞広告
- ビールつくり三代 - 1960年（昭和35年）、戦後初のドキュメントタッチの企業広告（新聞一面広告）として注目を浴び、毎日産業デザイン賞を受賞。吹田工場の前でビール醸造家の祖父・父・子の親子三代が並んで歩く写真が印象的な広告。当時の山本為三郎社長の方針により、競合他社および他業種をふくめた広告活動でアサヒビールが日本をリードしていた。

### CM出演者
ニッカウヰスキーのCMもアサヒビールが担当しているため、同社がアサヒビールの完全子会社になった2001年4月以降のCM出演者に関しては便宜上ここで記述する。競合社であるサントリーのCM出演経験者が多いのが特徴。
※基本的にはテレビCMについて記載するが、特筆性の高いものはそれ以外のものも記載する。
※現在の出演者は、過去の出演歴と合わせて記載し、より古い出演歴がある者から順に記載している。一方、過去の出演者は、最後の出演が現在に近いものほど上に記載しており、（※未編集ながら）下に行くほど時代が古い。
※テレビCMの場合、放映の終了は情報が無いのが通例であるため、終了したかどうかも含めて終わりが不明瞭である。ただ、終売した銘柄や、十年近くCM展開を見ない銘柄、および、同じ路線の新たなCM展開が始まっている銘柄は、終了もしくは旧バージョンの終了が明らかで、そういったものには「終了」と記した。一方、動画配信CMは削除されない限り終了しない。また、1キャンペーン、1クール、1シーズンなど、期間の終了が明らかなものは「終了」ではなく「1シーズン」の意に代表させて「1季」と記す。

#### 現在
- 玉木宏
  - アサヒ本生 オフタイム（2004年3月 - 終了）
  - クリアアサヒ プライムリッチ（2018年9月19日 - 2019年2月 - ? ）[53]
- 松下奈緒
  - アサヒ ザ・マスター（2009年 - 2010年）、クリアアサヒ（2010年）
  - クリアアサヒ プライムリッチ（2013年 - ? ）[53]
- 福山雅治 - アサヒスーパードライ（2010年3月 - ）

この銘柄1本のみの契約で10年を超える長期出演となっており、極めて多くのバージョンが製作されてきた。2020年上半期前半時点での最新版は 2020年1月1日放映開始の1本であるが、延期されることが3月下旬に決まった2020年東京オリンピックをPRする内容でもあるため、放映されなくなった。福山自身としても最長最多のCM出演で、長さ・数とも次点はキユーピー（2007年8月20日 - 現在）。出典を含め、詳しくは「福山雅治#CM」を参照のこと。
- 北川景子 [注釈 20]
  - くつろぎ仕込〈4VG〉（2010年9月 - 2011年）
  - アサヒスーパードライ ジャパンスペシャル（2017年5月 - 2019年4月）
- 玉山鉄二 - ブラックニッカ（2015年5月 - ? ）[注釈 21]
- 吉田鋼太郎
  - アサヒもぎたて（2016年 - 2017年）
  - クリアアサヒ クリアセブン（2018年6月 - ? ）
- 柴咲コウ
  - アサヒドライプレミアム 豊穣（2016年 - 終了）
  - アサヒスーパードライ ジャパンスペシャル（2017年 - 1季）。松雪泰子と共演。
  - アサヒスーパードライ （2018年 - ? ）
- 松雪泰子 - アサヒスーパードライ ジャパンスペシャル（2017年 - 1季）。柴咲コウと共演。
- 相葉雅紀（嵐） - アサヒ贅沢搾り（2018年3月 - ? ）
- 本田翼
  - クリアアサヒ（2015年3月 - 終了）
  - アサヒ贅沢搾り（2018年3月 - ? ）
- 坂口健太郎 - クリアアサヒ クリアセブン（2018年6月 - ? ）
- 菅田将暉
  - アサヒスーパードライ 瞬冷辛口（2018年7月 - 1季）。20-30歳代をターゲットとした当新商品のCMに起用して若者に訴求[54]。
  - アサヒスーパードライ（2019年11月 - ）
    - 「2人のトライ」篇（2019年11月22日 - 1季）。菅田で始まる新シリーズの第1弾。若手サラリーマン役で先輩役の中村倫也と共演。[55][56][57]
    - 「息子の帰省」篇（2019年12月 - 1季）。新シリーズ第2弾。父親役の小日向文世と共演。
- 米倉涼子 - アサヒ極上＜キレ味＞（2019年1月28日 - ）[58][59][60][61]
- 北村一輝 - アサヒ極上＜キレ味＞ 「窓ガラス清掃」篇（2019年4月14日 - ）[62]
- 山口智子 - アサヒもぎたて（2019年4月2日[63] - ）
- 櫻井翔（嵐）[注釈 22]
  - クリアアサヒ（2019年3月 - ）
    - 「とりあえず買ってみます」篇（2019年3月 - 2020年2月 - ）[64]。「飲み比べしよう」篇[64]。「櫻井のオススメ」篇（2019年6月7日 - 1季）[64]。
    - 「うまいものが好きだ!」篇（2019年11月11日 - 1季）。これ以降、当シリーズで高畑充希との共演が続く。[64][65]
- 高畑充希
  - クリアアサヒ（2019年5月 - ）
    - 「高畑のオススメ」篇（2019年5月18日 - 2020年2月 - ）[64]
    - 「うまいものが好きだ!」篇（2019年11月11日 - 1季）。これ以降、当シリーズで櫻井翔との共演が続く。[64][65]
- 中村倫也
  - アサヒスーパードライ（2019年11月 - ）
    - 「2人のトライ」篇（2019年11月22日 - 1季）。先輩サラリーマン役で菅田将暉と共演。[56]
    - 「4月、新たな出会い」篇（2020年4月1日 - 1季）。新シリーズ第5弾。本社サラリーマン役で、工場長役の5代目尾上菊之助と共演。[66][67]

  - アサヒビール 贅沢搾り
    - 『僕だけが会える、贅沢な君です。』篇（2022年2月 - ）[68]
- 小日向文世 - アサヒスーパードライ 「息子の帰省」篇（2019年12月26日 - 1季）。息子役の菅田将暉と共演。[57]
- 乃木坂46（白石麻衣、秋元真夏、新内眞衣、中田花奈） - アサヒスーパードライ （2020年2月12日 - ）

乃木坂46としての第1弾は、菅田・小日向の「息子の帰省」篇に続く新シリーズ第3弾「桜の下で、エール」篇。その後、新シリーズ第4弾（乃木坂第2弾）「春、旅立ち」篇に続く。
- 5代目尾上菊之助 - アサヒスーパードライ 「4月、新たな出会い」篇（2020年4月1日 - 1季）。工場長役で、本社サラリーマン役の中村倫也と共演。[67]
- 竹野内豊 - アサヒ ザ・リッチ（2020年6月25日 - ）
- 長澤まさみ - アサヒ ザ・リッチ（2020年6月25日 - ）
- 西野七瀬
  - アサヒ ザ・リッチ（2020年9月8日 - ）
  - アサヒスーパードライ （2021年1月26日 - ）白石麻衣と共演。
- 飯尾和樹（ずん） - アサヒ ザ・リッチ（2020年9月8日 - ）
- 吉川晃司 - アサヒ樽ハイ倶楽部（2021年10月11日 - ）
- 松本人志（ダウンタウン） - アサヒ ビアリー（2021年11月10日 - ）
- 芳根京子 - アサヒ生ビール〈マルエフ〉（2023年2月13日 - ）
- 松下洸平 - アサヒ生ビール〈マルエフ〉（2023年2月13日 - ）

厳密には「CM」に該当しないが、YouTubeのアサヒビールグループ公式チャンネルで2023年11月24日から配信されている「アサヒ生ビール〈マルエフ〉」のPR動画や、「アサヒ生ビール〈マルエフ〉」の関西エリア向けポスターには平田勝男（阪神タイガースの一軍ヘッドコーチ）を起用している（起用に至るまでの経緯は当該項で詳述）。
- 橋本環奈 - アサヒスーパードライ -ドライクリスタル-「ビールとの新しい付き合い方 橋本環奈」篇（2024年3月24日 - ）

#### 過去
- 上戸彩
  - クリアアサヒ（2011年 - 2018年）
  - アサヒ贅沢搾り（2018年）。“麦の新ジャンルNo.1と「絶対もらえる!」キャンペーン”のシンボルキャラクターとして。[70][注釈 23]
- 山崎弘也 - アサヒ オフ（2017年）。ナレーションのみ担当。
- 福原愛
  - 一番麦（2011年2月 - 1季）
  - アサヒスーパードライ「今年一番の感謝を贈ろう篇」（2016年11月10日 - 1季）。江宏傑と夫婦で共演。[71]
- 江宏傑 - アサヒスーパードライ「今年一番の感謝を贈ろう篇」（2016年11月10日 - 1季）。福原愛と夫婦で共演。[71]
- 吉田沙保里
  - 一番麦（2011年2月 - 1季）
  - アサヒスーパードライ「今年一番の感謝を贈ろう篇」（2016年11月10日 - 1季）。実母・吉田幸代と親子共演。[71]
- 石川遼 - アサヒドライゼロ（2013年3月11日 - 2017年）[72][73]
- 国分太一（TOKIO）- アサヒスーパードライ（2016年9月 - 2011年）
- 佐藤隆太 - アサヒオフ（2010年 - 2011年4月13日 - 終了）。2011年4月13日始まりのCMでは髙橋大輔と共演[74]。
- 髙橋大輔
  - 企業イメージCM（2009年10月 - 2010年2月19日 - 終了）。
  - アサヒオフ（2011年4月13日 - 終了）。佐藤隆太と共演。[74]
- 上村愛子 - 企業イメージCM（2009年10月 - 2010年2月19日 - 終了）
- 皆川賢太郎 - 企業イメージCM（2010年2月19日 - 終了）
- 落合信彦 - アサヒスーパードライ（1987年3月 - 終了）。当銘柄の発売時からの長期出演者で、往時には当銘柄の商品イメージを形作っていた。2010年以降現在の出演者である福山雅治と比較される。
- 新垣結衣 - アサヒ生ビール〈マルエフ〉(2021年9月 - 2023年2月）

≪以下は未編集≫
- 加勢大周 - アサヒスーパードライ
- 時任三郎 - アサヒスーパードライ
- 山本寛斎 - アサヒスーパードライ
- 近藤等則 - アサヒスーパードライ
- 三枝成彰 - アサヒスーパードライ
- 田臥勇太 - アサヒスーパードライ
- 松井秀喜 - アサヒスーパードライ　※サントリー「マグナムドライ」からの鞍替え
- 松坂大輔 - アサヒスーパードライ。メジャーリーグの選手を起用したシリーズ。
- ヒュー・ジャックマン - アサヒスーパードライ
- レミオロメン - アサヒスーパードライ スリムボトル
- ダルビッシュ有 - アサヒスーパードライ-ドライブラック-
- 錦織圭 - アサヒスーパードライ -エクストラシャープ-、ドライゼロフリー
- 葉加瀬太郎 - アサヒ ザ・マスター
- 小野リサ - アサヒ ザ・マスター
- 古澤巌 - アサヒ ザ・マスター
- ブラザー・トム - アサヒ ザ・マスター
- 河口恭吾 - アサヒ ザ・マスター
- 渡辺謙 - 熟撰
- 土屋アンナ - ジンジャードラフト
- MONKEY MAJIK - ジンジャードラフト
- 山崎まさよし - プライムタイム
- ヒロ福地 - 北の職人（北海道限定）
- 照英 - アサヒ本生
- 江口洋介 - アサヒ本生、アサヒ本生アクアブルー[注釈 24]
- 野茂英雄 - アサヒ本生
- 松本幸四郎 - アサヒ本生
- 高見盛 - アサヒ本生
- 杉山愛 - アサヒ本生
- 石井琢朗 - アサヒ本生
- 田丸麻紀 - アサヒ本生
- 別所哲也 - アサヒ本生ゴールド
- 佐野元春 - アサヒ本生アクアブルー
- 佐々木蔵之介 - アサヒ本生キャンペーンCM
- 宝積有香 - アサヒ本生キャンペーンCM
- 伊武雅刀 - アサヒ本生キャンペーンCM
- 東山紀之 - アサヒ本生アクアブルー
- 塚本高史 - アサヒ本生アクアブルー
- 新庄剛志 - 本生アクアブルー
- 要潤 - 本生アクアブルー
- 豊川悦司 - クールドラフト
- 長谷川京子 - 贅沢日和
- 森山直太朗 - スタイルフリー
- 吹石一恵 - スタイルフリー
- 堺雅人 - スタイルフリー
- 井川遥 - スタイルフリー
- 貫地谷しほり - スタイルフリー
- 安田章大（関ジャニ∞） - スタイルフリー
- 長瀬智也（TOKIO） - スタイルフリー
- 長谷川潤 - スタイルフリー
- 水川あさみ - スタイルフリー
- 所ジョージ - スーパーゼロ、スタイルフリー［プリン体ゼロ］[注釈 25]
- 森高千里 - スタイルフリー［プリン体ゼロ］、アサヒ生ビールZ
- 哀川翔 - 極旨（ゴクうま）
- 高橋克典 - 極旨（ゴクうま）
- MEGUMI - 極旨（ゴクうま）
- 陳建一 - 極旨（ゴクうま）
- 井筒和幸 - クリアアサヒ
- 浜田雅功（ダウンタウン） - クリアアサヒ
- 竹中直人 - クリアアサヒ
- 浅尾美和 - クリアアサヒ
- 高田延彦 - クリアアサヒ
- 加藤あい - クリアアサヒ
- 桃井かおり - クリアアサヒ
- トータス松本 - クリアアサヒ
- 向井理[注釈 26] - クリアアサヒ
- 山口智充[注釈 27] - クリアアサヒ 糖質0、クリアアサヒ 贅沢ゼロ
- 菅野美穂 - クリアアサヒ 贅沢ゼロ
- 木梨憲武（とんねるず） - 麦搾り
- 皆藤愛子 - 麦搾り
- 岡田圭右（ますだおかだ） - 麦搾り
- 織田裕二 - 新生(しんなま)
- 福澤朗 - 新生3（スリー）
- 藤井隆 - ぐびなま。
- 小西真奈美 - ぐびなま。
- 堤真一 - アサヒオフ
- 山口智子 - アサヒオフ
- 中山雅史 - アサヒオフ
- 長友佑都 - アサヒオフ
- 岡崎慎司 - アサヒオフ
- 清武弘嗣 - アサヒオフ
- 加藤綾子 - アサヒオフ
- 堤真一 - アサヒオフ、ゼロカク[注釈 28]
- 五郎丸歩 - アサヒ ザ・ドリーム[75]
- 篠原涼子 - ストロングオフ
- 荒川静香 - 一番麦
- 内藤大助 - 一番麦
- 太田雄貴 - 一番麦
- 室伏広治 - 一番麦、ジャパンゴールド
- 谷原章介 - ブルーラベル
- 西村雅彦 - ブルーラベル
- 相武紗季 - ブルーラベル
- 山下智久 - ダイレクトショット
- 井上真央 - ダイレクトショット
- 阿部サダヲ - アクアゼロ
- 真木よう子[注釈 29] - アクアゼロ
- 石田ゆり子 - ニッカ・オールモルト
- 及川光博 - Dew
- 酒井若菜 - Dew
- ガッツ石松、ゴリ（ガレッジセール）- ゴリッチュ
- ドリームズ・カム・トゥルー - トマーテ、ベジーテ、ベジッシュ
- 谷原章介 - 玉露と抹茶チューハイ
- 上野樹里 - 果実の瞬間チューハイ、カクテルパートナー フワリッチ
- 米村でんじろう - カクテルパートナー フワリッチ
- 爆笑問題 - カクテルパートナー
- 中村蒼 - カクテルパートナー
- 夏帆 - カクテルパートナー
- 押切もえ - 旬果搾り
- 岡田准一 - 旬果搾り
- 佐藤江梨子 - 旬果搾り
- 宮沢和史 - 旬果搾り
- 大塚愛 - すらっと
- 吉瀬美智子 - すらっと
- 中山美穂 - すらっと
- DAIGO - すらっと
- 大泉洋 - もぎたて、ブラックニッカ クリアブレンド
- 菜々緒 - もぎたて
- コブクロ - もぎたて
- 蒼井優 - もぎたて
- 原田泰造（ネプチューン） - スパークス、あじわい
- ローラ - ふんわり
- 椎名桔平 - ハイリキ ザ・スペシャル
- マツコ・デラックス - ハイリキ ザ・スペシャル
- 吉木りさ - ハイリキ ザ・スペシャル
- 唐沢寿明 - 辛口焼酎ハイボール
- 柳葉敏郎 - 辛口焼酎ハイボール、ストロングオフ
- 浅田真央 - スタイルバランス[76]
- 佐藤仁美 - ヘルシースタイル
- 香里奈 - ダブルゼロカクテル
- デーモン閣下 - ダブルゼロカクテル
- TRF - ダブルゼロカクテル
- 岡田将生 - ゼロカク
- インパルス - ポイントワン
- 松岡修造 - ダブルゼロ、ジャパンゴールド
- 氷川きよし - 大五郎、五年熟成した梅酒のソーダ割り
- 奥貫薫 - あじわい
- 松尾貴史 - ブラックニッカ クリアブレンド
- 久保田利伸 - ブラックニッカ クリアブレンド
- 伊勢谷友介 - ブラックニッカ リッチブレンド、本生アクアブルー
- 香取慎吾（SMAP） - ニッカハイボール、本生ドラフト[注釈 30]
- 冴木一馬 - 黒生
- 吉田拓郎 - 黒生
- 高倉健 - アサヒビール
- 園山俊二 - アサヒビール
- 黒鉄ヒロシ - アサヒビール
- 福地泡介 - アサヒビール
- ミッチ・ミラーと彼の合唱団 - アサヒビール（1980年代）
- 青木功 - アサヒ生ビール
- 尾崎将司 - アサヒ生ビール
- ビートたけし - アサヒ生ビールZ
- 西田ひかる - アサヒ生ビールZ
- 二階堂智 - かのか
- ナインティナイン - かのか
- 市川亀治郎 - 芋焼酎 黒かのか
- Mr.マリック - アサヒ樽ハイ倶楽部

##### ナレーション担当出演者
- おすぎとピーコ - カクテルパートナー
- 温水洋一 - すらっと
- 窪田等 - アサヒスーパードライ
- BARAKI - アサヒスーパードライ
- 世良公則 - アサヒスーパードライ
- 立木文彦 - アサヒスーパードライ（ラジオCM）

##### コマーシャルソング提供者
- 西郷輝彦 - アサヒビール
- 今井美樹 - 滴（かのか）
- 渡辺美里 - 光る風（かのか）

### コーポレート・スローガン、キャッチコピー
- アサヒビールはあなたのビールです（1950年代〜1970年代）
- LIVE BEER（1980年代前半)
- いつもいいことアサヒから（1980年代前半）
- LIVE ASAHI FOR LIVE PEOPLE - （1980年代後半〜1990年代前半）
- クオリティ&チャレンジ - （1990年代後半〜2002年頃）
- すべては、お客さまの「うまい!」のために。（2002年頃〜2009年）
- その感動を、わかちあう。（2010年〜）アサヒ飲料でもこのスローガンを使用。

メインロゴはデザイナーの上原昌が製作した。
コーポレート・スローガンやキャッチコピーではないが、2006年10月から、すべての酒類系飲料のCMにおいて、『飲酒運転は法律で禁止されています。』という字幕が出るようになった。

## テレビ番組
- 日経スペシャル ガイアの夜明け（テレビ東京）
  - 「安いガソリン作れ!」 ～サトウキビ畑が油田に変わる～（2006年2月14日）[77] - 国産のバイオエタノール作りを取材。
  - “中国は今” 第2回 食の生産現場の実態（2007年9月4日）[78][79][80] - 日本のビール会社が中国で農業に挑戦。
- 日経スペシャル カンブリア宮殿（テレビ東京）
  - 第1回 営業の鬼が語る「どん底でも売れる営業力とは」（2009年11月16日）- アサヒビール 社長 荻田伍出演[81]。
  - 第2回 ドライを超えろ!常にメガヒットを狙え!（2009年11月23日）- 同上[82]。
  - 新時代の幕開け! アサヒビールの戦略に迫る（2021年4月29日）- アサヒビール 社長 塩澤賢一出演[83]。

## 不祥事

### 酒税法に反する低価格販売
瓶や樽などの業務用ビールについて、酒税法などに違反する形で安値で卸売会社などに販売していたとして、同社が東京国税局から改善指示を受けていたことが、2018年6月の新聞報道で明らかになった。同国税局は2018年5月中旬に、同社が2017年7月に卸売会社に販売した業務用ビールなどの一部取引について、卸価格に諸経費（輸送費・人件費など）を加えた「総販売原価」を下回る価格で販売したと指摘し、取引の改善を指示した上で、改善結果を報告するよう同社に対して求めた模様である。過度な価格競争の防止のため、酒税法が2017年6月に改正されており、それ以降では初の摘発事例となった。

### 商標登録拒否
2007年2月、「イナバウアー」の商標登録を出願したが、特許庁から「便乗行為は公序良俗を乱す、人名でありイナ・バウアー氏の承認を要する」として拒否された。